# Liste griechischer Phrasen/Omikron

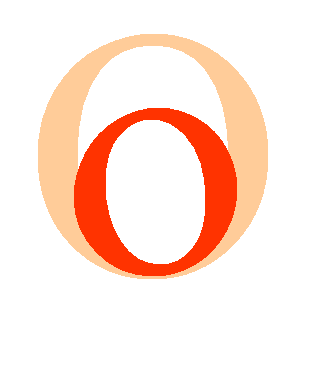
Omikron

## Ὁ ἀναμάρτητος ὑμῶν πρῶτος ἐπ’ αὐτὴν βαλέτω λίθον.

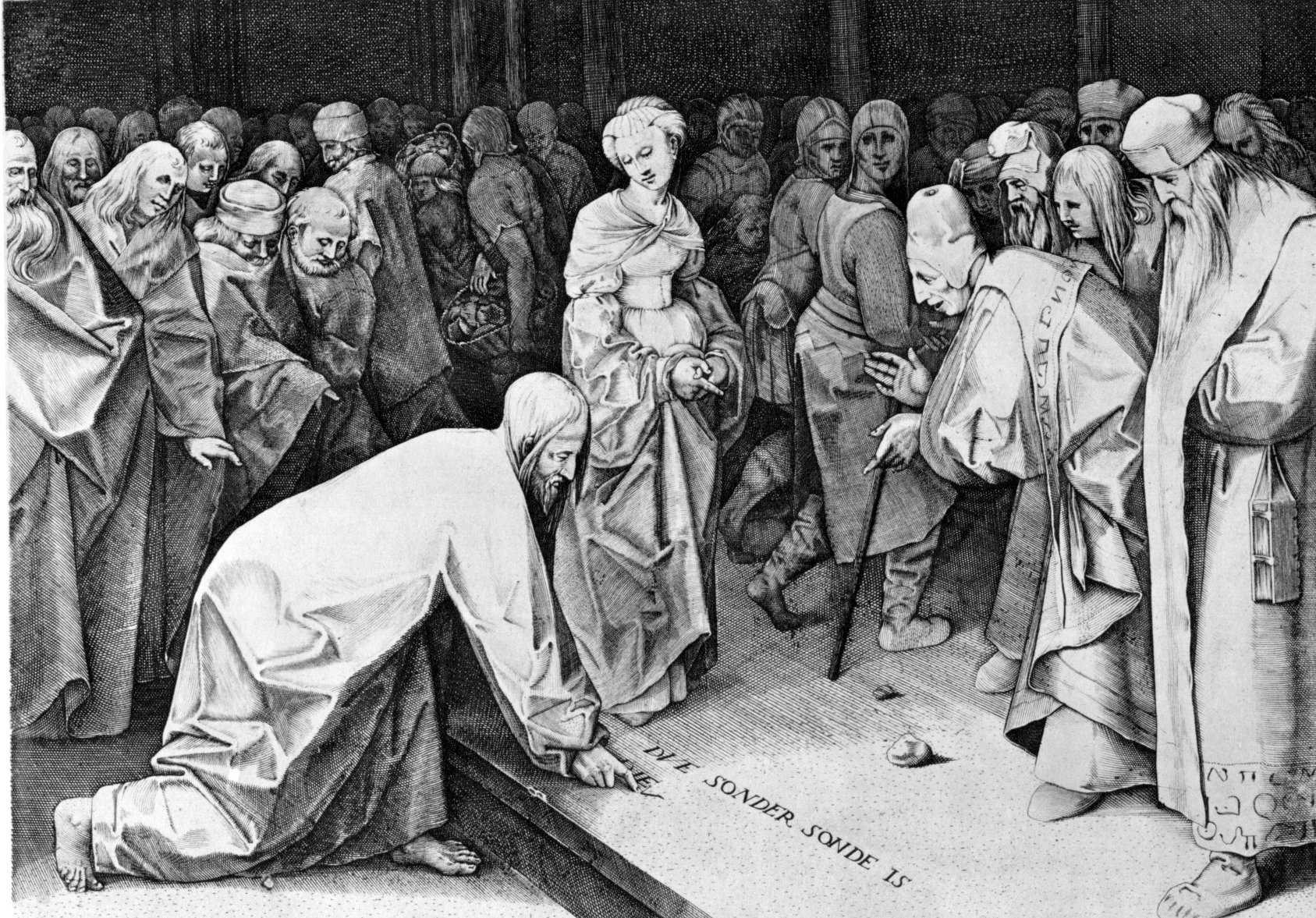
Pieter Brueghel, Christus und die Ehebrecherin

Ὁ ἀναμάρτητος ὑμῶν πρῶτος ἐπ’ αὐτὴν βαλέτω λίθον.
Ho anamartētos hymōn prōtos ep’ autēn baletō lithon.
„Wer von euch ohne Sünde ist, werfe den ersten Stein auf sie.“
Kernsatz einer berühmten Stelle aus dem Johannesevangelium, Jesus und die Ehebrecherin:

„3 Da brachten die Schriftgelehrten und die Pharisäer eine Frau, die beim Ehebruch ertappt worden war. Sie stellten sie in die Mitte 4 und sagten zu ihm: Meister, diese Frau wurde beim Ehebruch auf frischer Tat ertappt. 5 Mose hat uns im Gesetz vorgeschrieben, solche Frauen zu steinigen. Was sagst du? 6 Mit diesen Worten wollten sie ihn auf die Probe stellen, um einen Grund zu haben, ihn anzuklagen. Jesus aber bückte sich und schrieb mit dem Finger auf die Erde. 7 Als sie hartnäckig weiterfragten, richtete er sich auf und sagte zu ihnen: Wer von euch ohne Sünde ist, werfe als Erster einen Stein auf sie.“

Auffällig ist die Gelassenheit, mit der Jesus hier vorgeht und die einfache Lösung des Problems. Seine Gegner versuchten, ihn in eine Falle zu locken. Sagt er: „Steinigt sie!“, wie kann er dann weiter von der Liebe Gottes sprechen? Sagt er: „Lasst sie frei!“, ruft er zum Gesetzesbruch auf.
Als die Schriftgelehrten und Pharisäer seine Antwort gehört hatten, gingen sie still fort. Jesus blieb allein zurück mit der Frau. Er richtete sich auf und fragte die Frau: „Wo sind sie geblieben? Hat dich keiner verurteilt?“ Sie antwortete: „Keiner, Herr.“ Dann sagte Jesus zu ihr:

«Οὐδὲ ἐγώ σε κατακρίνω· πορεύου καὶ ἀπὸ τοῦ νῦν μηκέτι ἁμάρτανε.»

„Auch ich verurteile dich nicht. Geh und sündige von jetzt an nicht mehr!“

## Ὁ ἀριθμὸς αὐτοῦ χξϛ.
Ὁ ἀριθμὸς αὐτοῦ χξϛʹ (ἑξακόσιοι ἑξήκοντα ἕξ).
Ho arithmos autou hexakosioi hexekonta hex.
„Seine Zahl ist 666.“
Sechshundertsechsundsechzig (666) ist eine Zahl der Apokalypse, die im Rahmen der Zahlenmystik besondere Bedeutung hat und auch als Zahl des Antichrist bezeichnet wird. Der ganze Satz lautet folgendermaßen:

«Ὧδε ἡ σοφία ἐστίν. ὁ ἔχων νοῦν ψηφισάτω τὸν ἀριθμὸν τοῦ θηρίου, ἀριθμὸς γὰρ ἀνθρώπου ἐστίν, καὶ ὁ ἀριθμὸς αὐτοῦ ἑξακόσιοι ἑξήκοντα ἕξ.»

„Hier ist die Weisheit. Wer Verstand hat, berechne den Zahlenwert des Tieres. Denn es ist die Zahl eines Menschennamens; seine Zahl ist sechshundertsechsundsechzig.“

Historisch verweist diese Textstelle auf den Brauch, Zahlen mit Buchstaben zu schreiben (hier χξϛʹ im milesischen System der griechischen Zahlschrift) und aus den Zahlwerten von Wörtern Berechnungen anzustellen.
Durch Addition der Zahlenwerte der hebräischen Schreibweise für Kaiser Nero, נרון קסר (Neron Kesar), erhält man die Summe 666 (ן allerdings nicht als finales Nun gezählt, sondern wie נ). Dies ist die am weitesten verbreitete Deutung dieser Chiffre. Da natürlich mehrere verschiedene Namen diesen Zahlenwert ergeben, sind der Spekulation Tür und Tor geöffnet.

## ὃ γέγραφα, γέγραφα.

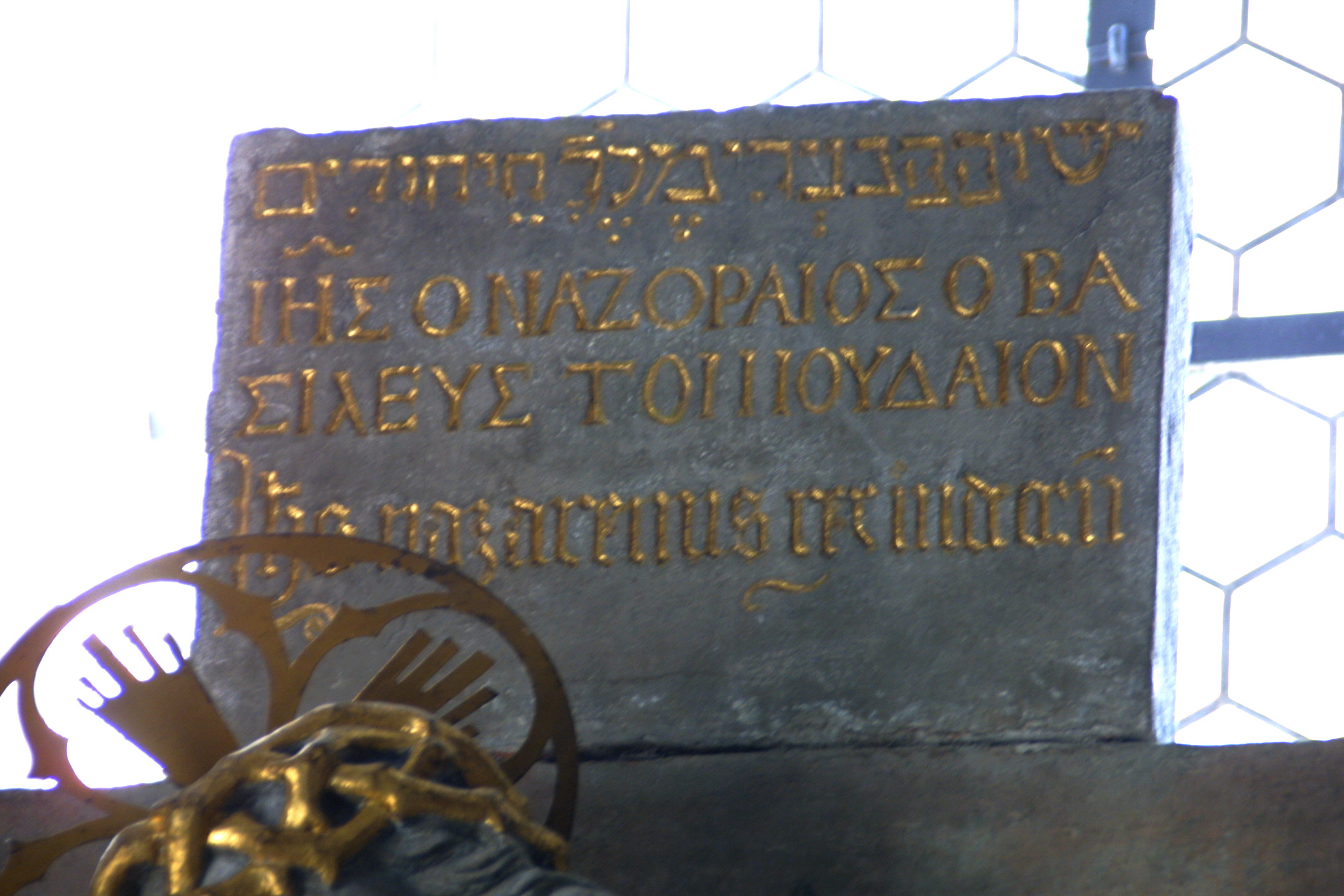
Dreisprachige Kreuzesinschrift am Bamberger Kreuzweg (hebräisch, griechisch und lateinisch)

ὃ γέγραφα, γέγραφα.
ho gegrapha, gegrapha.
„Was ich geschrieben habe, habe ich geschrieben!“
Lateinisch Quod scripsi, scripsi.
Antwort des Pontius Pilatus auf die Forderung des Hohen Priesters, die von ihm verfasste Inschrift am Kreuze Christi (Ἰησοῦς ὁ Ναζωραῖος ὁ Βασιλεὺς τῶν Ἰουδαίων – „Jesus von Nazareth, König der Juden“; lateinische Abkürzung: INRI) abzuändern:

„19 Pilatus ließ auch eine Tafel anfertigen und oben am Kreuz befestigen; die Inschrift lautete: Jesus von Nazaret, der König der Juden. 20 Diese Tafel lasen viele Juden, weil der Platz, wo Jesus gekreuzigt wurde, nahe bei der Stadt lag. Die Inschrift war hebräisch, lateinisch und griechisch abgefasst. 21 Da sagten die Hohepriester der Juden zu Pilatus: Schreib nicht: Der König der Juden, sondern dass er gesagt hat: Ich bin der König der Juden. 22 Pilatus antwortete: Was ich geschrieben habe, habe ich geschrieben.“

Die Römer kannten den Brauch, die Schuld eines Verurteilten durch eine Tafel bekannt zu machen, die man ihm umhängte oder vorantrug. Nach dem Johannesevangelium war der Kreuztitel auf Hebräisch, Latein und Griechisch abgefasst worden.

## Ὁ Ἑρμῆς ἐπεισελήλυθεν.
Ὁ Ἑρμῆς ἐπεισελήλυθεν.
Ho Hermēs epeiselēlythen.
„Hermes ist hereingekommen.“
Lateinisch: Mercurius supervenit.
Der Humanist Erasmus von Rotterdam schreibt in seiner Sprichwörtersammlung Adagia:

„Hermes ist zugegen. So sagte man, wenn sich in einer größeren Versammlung einmal Schweigen ausbreitete, und meinte damit, daß es sich nicht gezieme zu sprechen, wenn Hermes, der Schöpfer der Rede, anwesend ist. Auch heute gilt es als bedeutungsvolles Zeichen, wenn in einer Gesellschaft oder Tafelrunde plötzlich allgemeines Stillschweigen eintritt.“

Hermes ist der Götterbote und unter anderem der Gott der Redekunst.
Diese Redewendung findet sich in Plutarchs Traktat Über die Geschwätzigkeit und wird von Erasmus im Zusammenhang mit der lateinischen Wendung „Lupus in fabula“ (Εἰ καὶ λύκου ἐμνήσθῃς) gesehen, die darauf zurückgeht, dass man glaubte, man locke den Wolf herbei, wenn man von ihm spreche.

## Ὁ θεὸς ἀγάπη ἐστίν.
Ὁ θεὸς ἀγάπη ἐστίν.
Ho theos agapē estin.
„Gott ist Liebe.“
Inschrift auf dem Berg Nebo, dem Berg, von dem aus Moses das Gelobte Land sehen durfte, aber sterben musste, ohne es selbst zu betreten. Auf der Spitze des Berges wurde bereits um das Jahr 393 eine Kirche erbaut.
Jedes Mal, wenn das griechische Wort Agape (ἀγάπη) im Neuen Testament benutzt wird, bedeutet es „Gottes Liebe“, die einzige bedingungslose Liebe, die sogar den Feinden verzeiht.
Deus caritas est („Gott ist Liebe“) ist die erste Enzyklika Papst Benedikts XVI. und setzt sich mit dem Begriff der Liebe in unterschiedlichen Dimensionen auseinander.
Die Enzyklika beginnt mit einem Zitat aus dem 1. Brief des Johannes:

“Deus caritas est et qui manet in caritate in Deo manet et Deus in eo Anm.”

„Gott ist Liebe, und wer in der Liebe bleibt, bleibt in Gott und Gott bleibt in ihm.“

Im Novum Testamentum Graece heißt dieser Satz:

Ὁ θεὸς ἀγάπη ἐστίν, καὶ ὁ μένων ἐν τῇ ἀγάπῃ ἐν τῷ θεῷ μένει, καὶ ὁ θεὸς ἐν αὐτῷ μένει.

## Ὁ κόσμος σκηνή.
Ὁ κόσμος σκηνή.
Ho kosmos skēnē.
„Die Welt (ist) eine Bühne.“
Dies ist der erste Teil eines griechischen Sprichworts:

«Ὁ κόσμος σκηνή, ο βίος πάροδος· ἦλθες, εἶδες, ἀπῆλθες.»

„Ho kosmos skēnē, ho bios parodos: ēlthes, eides, apēlthes.“

„Die Welt ist eine Bühne, das Leben ein Auftritt: Du tratest auf, sahst, tratest ab.“

Die Ähnlichkeit mit dem letzten Teil des Cäsar-Ausspruchs Ἦλθον, εἶδον, ἐνίκησα. ist wohl mehr als zufällig.
Die lateinische Version Totus mundus agit histrionem („Die ganze Welt tritt als Schauspieler auf.“) stand als Inschrift auf dem Globe Theatre in London und wurde auf Anweisung von William Shakespeare dort angebracht.

## Ὁ μὲν βίος βραχύς, ἡ δὲ τέχνη μακρά.
Ὁ μὲν βίος βραχύς, ἡ δὲ τέχνη μακρά.
Ho men bios brachys hē de technē makrā.
„Das Leben ist kurz, die Kunst aber (währt) lang.“
Dieser bekannte Aphorismus des antiken Arztes Hippokrates von Kos lautet in voller Länge:

«Ὁ βίος βραχὺς, ἡ δὲ τέχνη μακρὴ, ὁ δὲ καιρὸς ὀξὺς, ἡ δὲ πεῖρα σφαλερὴ, ἡ δὲ κρίσις χαλεπή.»

„Ho bíos brachýs, hē de téchnē makrā, ho de kairós oxýs, hē de peîra sphalerē, hē de krísis chalepē.“

„Das Leben ist kurz, die Kunst aber lang, der Augenblick schnell (vorbei), die Erfahrung trügerisch, die Entscheidung schwer.“

Lateinisch lebt dieser Satz weiter unter Vita brevis, ars longa und wurde vom römischen Dichter Seneca in seiner Schrift Über die Kürze des Lebens überliefert:

„Der größere Teil der sterblichen Menschen, Paulinus, beklagt sich über die Mißgunst der Natur, dass wir nur für eine kurze Lebenszeit geboren werden, und dass so schnell und stürmisch die uns gegebene Lebensfrist abläuft, und zwar so, dass mit Ausnahme weniger das Leben die übrigen bereits bei der Vorbereitung des Lebens im Stich lässt. Und über dieses allgemeine Übel, wie man meint, seufzt nicht nur die große Masse und der unwissende Pöbel.“

## Ὁ μὴ δαρεὶς ἄνθρωπος οὐ παιδεύεται.

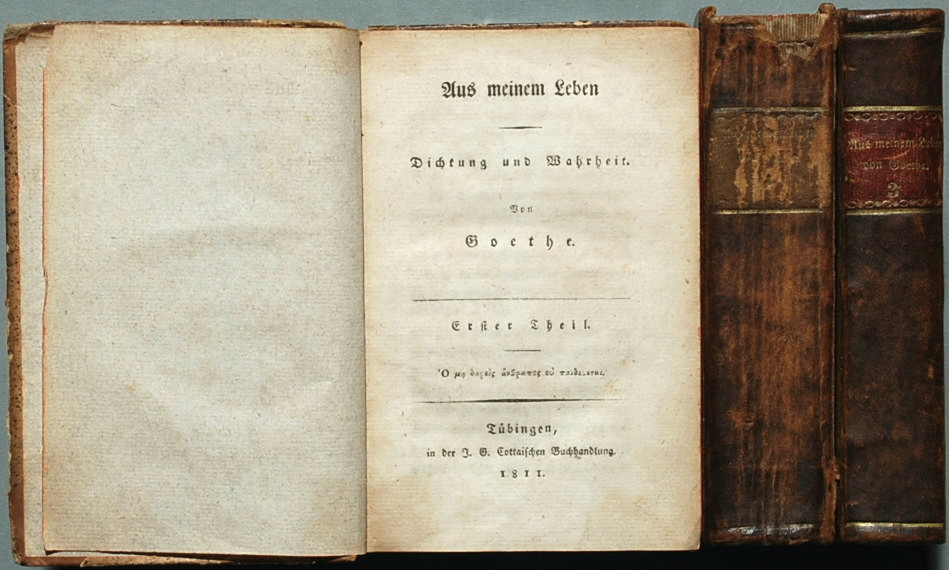
Titelblatt des Erstdruckes von Dichtung und Wahrheit mit dem griechischen Motto (unten)

Ὁ μὴ δαρεὶς ἄνθρωπος οὐ παιδεύεται.
Ho mē dareis anthrōpos ou paideuetai.
„Der Mensch, der nicht geschunden wird, wird auch nicht erzogen.“
Lateinisch Male eruditur ille, qui non vapulat.
Zitat aus den Werken des Komödiendichters Menander, das Johann Wolfgang Goethe seiner Autobiografie Aus meinem Leben. Dichtung und Wahrheit als Motto voranstellte. Goethe sprach mit Begeisterung über Menander, den er beinahe so schätzte wie Sophokles.
Der Satz steht auch auf der ersten Seite des ersten Bandes der Tagebücher von Joseph Goebbels (im griechischen Original wie bei Goethe).
Johan Schloemann schrieb am 18. April 2006 unter dem Thema Die Wiederkehr der alten Sprachen in der Süddeutschen Zeitung:

„Es gab einmal einen Paukerspruch. Er lautete: ‚Es hat noch keinem geschadet.‘ Das klang nach dem Wort des Griechen Menander, das Goethe als Motto an den Anfang seiner Lebenserinnerungen Dichtung und Wahrheit stellte: ‚Wer nicht geschunden ist, ist nicht erzogen.‘

Wer mit diesen Sprüchen den Unterricht im Lateinischen und Griechischen meinte, wer also die Ansicht vertrat, die Zwangsbehandlung mit Folterinstrumenten wie Ablativus absolutus und Imperativ Aorist sei als disziplinierender Selbstzweck zu empfehlen, der hat vor allem einem geschadet: dem altsprachlichen Unterricht in den Schulen.“

Ernst Aumüller schrieb am 19. Dezember 2006 zum Thema Bildung über seine eigene Schulzeit am gleichen Gymnasium, das der spätere Papst Benedikt XVI. als Schüler besucht hatte:

„Dieser Oberstudiendirektor, der uns als ersten altgriechischen Satz das ‚ho me dareis anthropos ou paideuetai‘ von Menander beibrachte und es nicht in der gnädigeren Übersetzung von Goethe, der es als Motto vor Dichtung und Wahrheit mit ‚Wer nicht geschunden ward, ward nicht erzogen‘ uns nahe brachte, sondern mit der fast brachialen Variante, die schon an Indianerfilme oder Schlimmeres erinnert, mit ‚Wem nicht bei lebendigem Leib, die Haut abgezogen wurde, der wurde nicht erzogen‘.

Eben dieser Leiter unseres Gymnasiums sagte uns in unserer Abitursfeier, dass wir uns diese 9 Jahre Lateinunterricht und 5 Jahre Altgriechisch und andere Quälereien angetan haben, um Bildung zu erlangen und wie definierte er Bildung?

Bildung wäre dazu da, mit der Muse umgehen zu können.“

Griechisch-Schüler haben den Satz an einer Stelle verändert. Es heißt dann:
„Ὁ μὴ δαρεὶς ἄνθρωπος καὶ παιδεύεται.“ („Der Mensch, der nicht geschunden wird, wird auch erzogen.“)

## ὃ οὖν ό Θεὸς συνέζευξεν, ἄνθρωπος μὴ χωριζέτω.
ὃ οὖν ό Θεὸς συνέζευξεν, ἄνθρωπος μὴ χωριζέτω.
Ho oun ho Theos synezeuxen, anthrōpos mē chōrizetō.
„Was nun Gott zusammengefügt hat, das soll der Mensch nicht trennen.“
Dieser Satz aus dem Evangelium nach Matthäus ist in die Trauordnungen der christlichen Kirchen übergegangen.
Vorausgegangen war eine Frage der Pharisäer an Jesus, die ihn fragten, ob ein Mann sich von seiner Frau scheiden dürfe. Die gebildeten Pharisäer wissen, dass es zu dieser Frage innerhalb des Judentums mehrere Ansichten gibt und wenden sich an Jesus, um herauszufinden, welche Position er vertritt. Im Markusevangelium tauchen die Pharisäer immer dann auf, wenn solche halachischen Diskussionen geführt werden.
Jesus antwortet als Jude mit der Gegenfrage, was Mose geboten hat. Sie brachten vor, dass Mose zugelassen hatte, einen Scheidebrief zu schreiben. Jesus aber sagte ihnen, dass Mose dies nur wegen ihrer seelischen Härte geschrieben hatte. Gott habe aber die Menschen als Mann und Frau geschaffen, die ein Fleisch werden.

## ὁ ποιμὴν ὁ καλὸς
ὁ ποιμὴν ὁ καλὸς
ho poimēn ho kalos
„der gute Hirte“
Lateinisch: pastor bonus

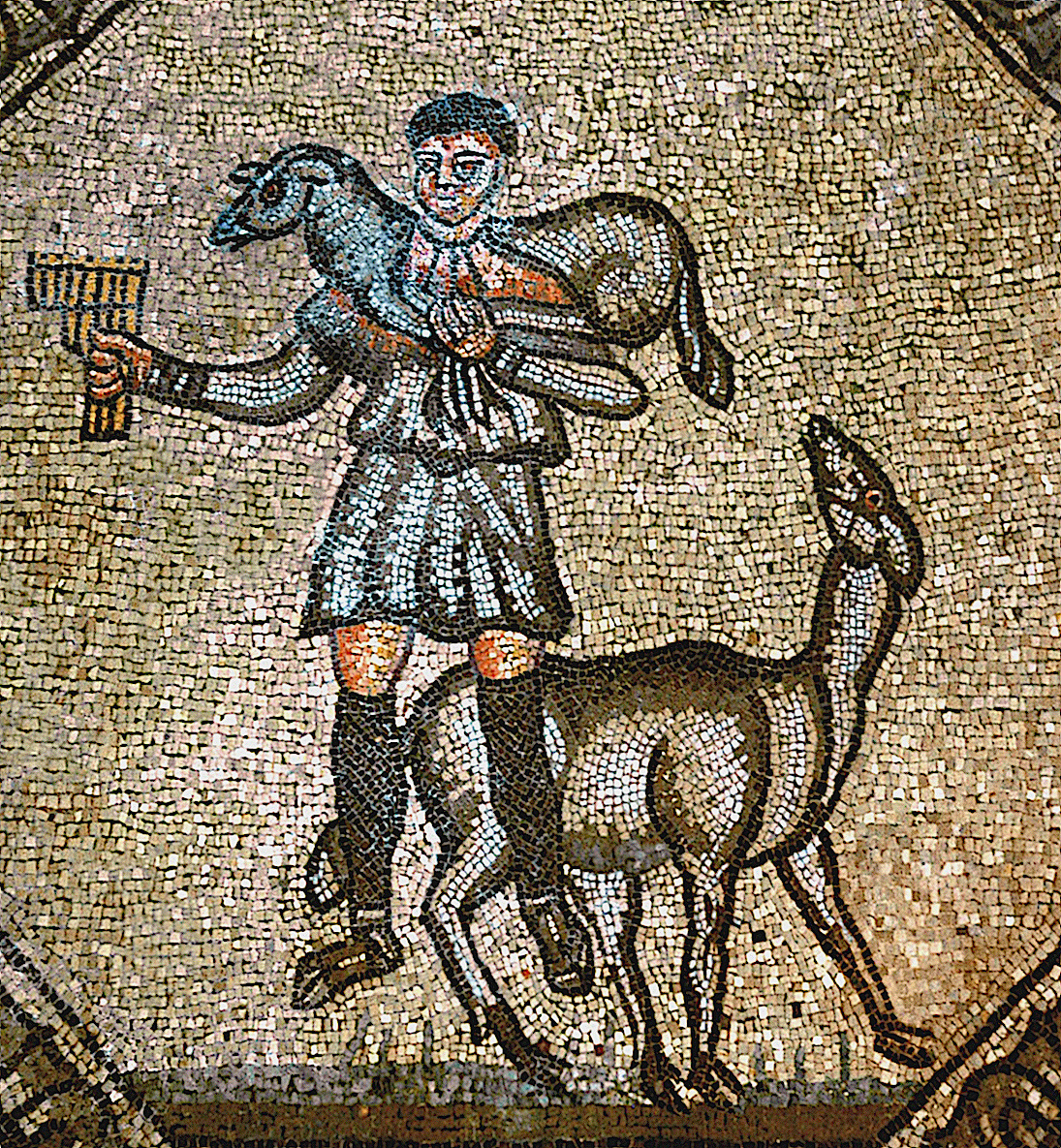
Guter Hirte, 4. Jahrhundert

Der Gute Hirte ist im Christentum eine der ältesten Bezeichnungen für Jesus Christus.
Im Johannesevangelium sagt Jesus selbst:

«11 Ἐγώ εἰμι ὁ ποιμὴν ὁ καλός. ὁ ποιμὴν ὁ καλὸς τὴν ψυχὴν αὐτοῦ τίθησιν ὑπὲρ τῶν προβάτων· 12 ὁ μισθωτὸς καὶ οὐκ ὢν ποιμήν, οὗ οὐκ ἔστιν τὰ πρόβατα ἴδια, θεωρεῖ τὸν λύκον ἐρχόμενον καὶ ἀφίησιν τὰ πρόβατα καὶ φεύγει – καὶ ὁ λύκος ἁρπάζει αὐτὰ καὶ σκορπίζει – 13 ὅτι μισθωτός ἐστιν καὶ οὐ μέλει αὐτῷ περὶ τῶν προβάτων. 14 Ἐγώ εἰμι ὁ ποιμὴν ὁ καλὸς καὶ γινώσκω τὰ ἐμὰ καὶ γινώσκουσίν με τὰ ἐμά, 15 καθὼς γινώσκει με ὁ πατὴρ κἀγὼ γινώσκω τὸν πατέρα, καὶ τὴν ψυχήν μου τίθημι ὑπὲρ τῶν προβάτων.»

„11 Ich bin der gute Hirt. Der gute Hirt gibt sein Leben hin für die Schafe. 12 Der bezahlte Knecht aber, der nicht Hirt ist und dem die Schafe nicht gehören, sieht den Wolf kommen, lässt die Schafe im Stich und flieht; und der Wolf reißt sie und zerstreut sie. Er flieht, 13 weil er nur ein bezahlter Knecht ist und ihm an den Schafen nichts liegt. 14 Ich bin der gute Hirt; ich kenne die Meinen und die Meinen kennen mich, 15 wie mich der Vater kennt und ich den Vater kenne; und ich gebe mein Leben hin für die Schafe.“

Bis zur Hingabe des eigenen Lebens setzt sich der gute Hirte (im Gegensatz zum Lohnhüter) für die Herde ein.
In der christlichen Kunst ist der Hirte mit dem verlorenen Schaf auf den Schultern die älteste Christusdarstellung überhaupt, häufig in den römischen Katakomben.

## Ὁ σοφὸς ἐν αὑτῷ περιφέρει τὴν οὐσίαν.
Ὁ σοφὸς ἐν αὑτῷ περιφέρει τὴν οὐσίαν.
Ho sophos en autō peripherei tēn ousian.
„Der Weise trägt seine Habseligkeiten mit sich.“
Sentenz aus den Monosticha des Dichters Menander, die lateinisch folgendermaßen übersetzt werden kann:
- „Qui sapit, is in se cuncta circumfert sua.“
- „Sapiens omnia sua secum portat.“

Bekannter aber ist eine andere Version: „Omnia mea mecum porto.“ („All das Meine trage ich mit mir.“)
Es handelt sich dabei um einen Ausspruch des griechischen Philosophen Bias von Priene, eines der Sieben Weisen, den ihm Marcus Tullius Cicero zuschrieb. Bias soll auf der Flucht aus seiner Heimatstadt Priene gesagt haben, dass sein wahrer Besitz in seinen Fähigkeiten liege.
Cicero berichtet, dass Bias in der allgemeinen Fluchtbewegung nach der Einnahme seiner Vaterstadt von einem seiner Mitbürger aufgefordert wurde, er solle doch, so viel er nur könne, von seiner Habe mitnehmen. Bias antwortete ihm:

“Ego vero facio: Omnia mea porto mecum.”

„Aber das tue ich ja: Alle meine Habe trage ich bei mir.“

Der Humanist Erasmus von Rotterdam schreibt in seiner Sprichwörtersammlung Adagia:

„Das geht, wenn ich nicht irre, auf einen Ausspruch des Bias zurück, der auf die Frage, warum er aus seiner brennenden Heimatstadt nichts von seiner Habe forttrage, zur Antwort gab: ‚Ich trage ja alle meine Güter bei mir‘. Er meinte damit, daß unser wirklicher Besitz in unserem Inneren ist, nämlich Bildung und Charakter; wie wir ja auch umgekehrt unsere wirklichen Übel nicht abschütteln können, wenn wir auch noch so weit fortgehen.“

## Ὁδὸς βραχεῖα γίγνεται μακρά.
Ὁδὸς βραχεῖα γίγνεται μακρά.
Hodos bracheia gignetai makrā.
„Ein kurzer Weg wird lang.“
Zitat aus dem Drama Antigone des Dramatikers Sophokles mit der Bedeutung „Es braucht viel Zeit, einen kurzen Weg zu gehen“.
Dort sagt ein Bote zu König Kreon:
Bleibst du zurück, Unglücklicher? So aber

Wird Kreon es von einem andern hören.

Wie kümmerst du deswegen denn dich nicht?

Derlei bedenkend, ging ich müßig langsam,

Und so wird auch ein kurzer Weg zum weiten.

## οἱ ἑπτὰ σοφοί
οἱ ἑπτὰ σοφοί
hoi hepta sophoi
„die Sieben Weisen“
Platon ist der erste bekannte Autor, der die Sieben Weisen ausdrücklich erwähnt. Wer dazu gehört, ist aber nicht immer ganz klar gewesen, so schreibt der Altphilologe Bruno Snell:

„Es ist keine Schande nicht zu wissen, wer all die Sieben Weisen waren, obwohl natürlich jedermann von ihnen hat läuten hören.“

Snell meint, niemand brauche sich einer Unbildung zu schämen, wenn seine Vorstellungen von den Sieben Weisen etwas nebelhaft seien, denn selbst im Altertum war nicht immer ganz klar, wer eigentlich dazu gehörte. Lediglich Thales, Bias, Pittakos und Solon fänden sich in allen Aufzählungen. Die übrigen Namen variierten.
| Die Sieben Weisen | Die Sieben Weisen                                                      | Die Sieben Weisen |
| Ort               | Bild                                                                   | Name/Anmerkungen/Maxime |
| ----------------- | ---------------------------------------------------------------------- | --- |
| Milet             | Zeichnung einer Büste von Thales, Ansicht leicht schräg von vorn links | Thales von Milet (Θαλῆς ὁ Μιλήσιος Thales ho Milēsios) Thales war geprägt durch seine Heimatstadt Milet, eine bedeutende Hafenstadt in Kleinasien. Er ist der älteste der sieben Weisen und gilt bereits seit der Zeit Platons als Begründer von Philosophie und Wissenschaft. Γνῶθι σεαυτόν. – Erkenne dich selbst! |
| Mytilene          | Büste von Pittakos, Frontalansicht                                     | Pittakos von Mytilene (Πιττακὸς ὁ Μυτιληναῖος Pittakos ho Mytilēnaios) Pittakos wurde in Mytilene auf Lesbos im Kampf zwischen Aristokratie und Volk zum Tyrannen berufen. Er erließ die ersten schriftlichen Gesetze. Nach Beendigung der Auseinandersetzungen legte er sein Amt mit dem Hinweis, es sei zu schwer, auf Dauer tugendhaft zu sein, freiwillig nieder. Γίγνωσκε καιρόν. – „Erkenne den richtigen Zeitpunkt!“ |
| Priene            | Zeichnung einer Büste von Bias, Frontalansicht                         | Bias von Priene (Βίας ὁ Πριηνεύς Bias ho Priēneus) Bias war Staatsmann und Richter in der kleinasiatischen Stadt Priene. Er galt als scharfsinnig und gerecht. Der äußerst kritische Heraklit lobt Bias als einen Mann, „dessen Wort mehr Sinn hat als das der anderen“. Οἱ πλεῖστοι κακοί. – „Die Meisten sind schlecht.“                                                                                                  |
| Athen             | Büste von Solon, Ansicht leicht schräg von vorn links                  | Solon von Athen (Σόλων Solōn) Mit Solons Namen verbinden sich vor allem die Reformen, die er in Athen durchführte. Von ihm wird erzählt, dass er die Athener verpflichtet habe, während seiner Abwesenheit an seiner Gesetzgebung nichts zu ändern, und dass er eine Reise ins Ausland gemacht habe, um nicht genötigt werden zu können, seine Gesetze ändern zu müssen. Μηδὲν ἄγαν. – „Nichts zu sehr!“                    |
| Lindos            | Statue von Kleobulos, Blick auf Kopf und Oberkörper von vorn rechts    | Kleobulos von Lindos (Κλεόβουλος ὁ Λίνδιος Kleoboulos ho Lindios) Kleobulos war Tyrann von Lindos, einer bedeutenden Hafenstadt auf der Insel Rhodos. Er galt nicht als Gewaltherrscher, sondern wurde noch von späteren Generationen positiv gesehen. Es heißt, dass die Bürger einen Tadel mehr fürchten als das Gesetz. Μέτρον ἄριστον. – „Maß ist das Beste.“                                                           |
| Korinth           | Zeichnung einer Büste von Periander, Frontalansicht                    | Periander (Περίανδρος Periandros) Der Königssohn Periander war Tyrann von Korinth. Er versöhnte die Mytilener und Athener, die sich an ihn als Schiedsrichter gewandt hatten. Periander wurde später durch Myson aus Chen ersetzt. Μελέτη τὸ πᾶν – „Habe das Ganze im Sinn!“ |
| Sparta            | Zeichnung eines Medaillons mit Profilansicht von Chilon                | Chilon von Sparta (Χίλων ὁ Λακεδαιμόνιος Chilōn ho Lakedaimonios) Chilon von Sparta war Ephor und Verfassungsreformer. Er liebte kurze Reden und wurde dadurch zum Inbegriff der Prägnanz. Er hörte am meisten auf Gesetze, am wenigsten auf Redner. Ἐγγύα, πάρα δ’ ἄτα. – „Bürgschaft, — schon ist Unheil da.“ |

## Οἱ λίθοι κεκράξονται.
Οἱ λίθοι κεκράξονται.
Hoi lithoi kekraxontai.
„Die Steine werden schreien.“
Lateinisch: Saxa loquuntur.
Im Evangelium nach Lukas sagt Jesus von seinen Jüngern, wenn diese schweigen werden, so werden die Steine schreien:

«καὶ ἀποκριθεὶς εἶπεν· λέγω ὑμῖν, ἐὰν οὗτοι σιωπήσουσιν, οἱ λίθοι κράξουσιν.»

„Er erwiderte: Ich sage euch: Wenn sie schweigen, werden die Steine schreien.“

In der mittelalterlichen Legenda aurea des Jacobus de Voragine wird von Beda Venerabilis erzählt, er habe sich im hohen Alter, als er bereits blind war, führen lassen, und sein Führer habe ihm in einem steinigen Tal belogen, es warte dort eine große Menschenmenge auf seine Predigt. Beda predigte, und als er mit den Worten „in Ewigkeit“ endete, antworteten die Steine mit „Amen“.
Der dichtende Pastor Ludwig Gotthard Kosegarten erzählt diese Legende unter dem Titel Das Amen der Steine und schreibt:

„Wenn Menschen schweigen, werden Steine schrei’n.“

## οι μαλλιαροί
οι μαλλιαροί
i malliari
„die Langhaarigen“
Abwertender Begriff war für die Anhänger der Volkssprache Dimotiki (δημοτική) seitens der Vertreter der Hochsprache Katharevousa (Καθαρεύουσα). Mit der Staatsgründung wurde die Katharevousa als autoritäre und antikisierende Staatssprache etabliert.
Der Schriftsteller Adamantios Korais schrieb 1833 im französischen Exil:

„Niemand hat das Recht, zum Volk zu sagen: ‚Ich will, dass ihr so oder so sprecht'. Nur die Zeit, nicht Gewalt oder Gesetzgebung, kann die Sprache ändern.“

Die Auseinandersetzung zwischen der Dimotiki und der Katharevousa prägte im 19. und 20. Jahrhundert als „griechischer Sprachstreit“ das öffentliche Leben und wurde erst 1976 beendet, als die Dimotiki zur alleinigen offiziellen Staatssprache erhoben wurde. Dadurch wurde die Katharevousa weitgehend obsolet.

## Οἱ πλεῖστοι κακοί.
Οἱ πλεῖστοι κακοί.
Hoi pleistoi kakoi.
„Die meisten sind schlecht.“

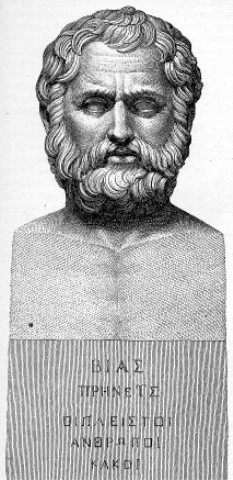
Büste des Bias mit seinem Motto „Οἱ πλεῖστοι ἄνθρωποι κακοί.“ – „Die meisten Menschen sind schlecht.“

Pessimistische Aussage, die einem der Sieben Weisen, dem Staatsmann und Richter Bias von Priene, zugeschrieben wird. Dieser Spruch wird ebenfalls im Prolog des Ludus Septem Sapientum des Dichters Ausonius auf Lateinisch zitiert:
Bias Prieneus dixit: οἱ πλεῖστοι κακοί,

quod est Latinum: (∗) plures hominum sunt mali:

sed inperitos scito, quos dixit malos.
Und Bias von Priene sprach: οἱ πλεῖστοι

κακοί, das heißt auf deutsch: (∗) die meisten Menschen

Sind schlecht; — versteh', die Toren nennt er schlecht. —
Der Publizist Udo Marquardt beschreibt den Hintergrund dieses Diktums:

„Eine Anekdote erzählt von einer Art Betriebsausflug der Sieben Weisen zum Orakel von Delphi. Am Heiligtum des Gottes Apollon wurden sie ehrenvoll vorn obersten Priester empfangen, Als der Priester die geistige Elite seines Landes um sich versammelt sah, kam er auf die Idee, jeder möge doch seine Hauptmaxime in eine Tempelwand schlagen.“

Einer nach dem anderen meißelte seinen Spruch an die Wände, an die Fassade oder in den Fußboden des Tempels. Schließlich war Bias von Priene an der Reihe, aber der wollte nicht:

„Nun ja, er wisse nicht so genau, was er schreiben solle, ihm falle nichts ein, die anderen hätten doch so gute Sachen geschrieben. Und so weiter und so weiter. Natürlich redeten alle auf ihn ein. Ausgerechnet er als Politiker könne sich dem Anliegen des Priesters nicht verweigern. Außerdem sei er sowieso der Weiseste von ihnen. Aber Bias wollte trotzdem nicht. Das ging eine ganze Weile hin und her, bis Bias schließlich wutentbrannt erklärte, es sei besser für sie alle, wenn er nicht schreibe. Trotzdem: es kam, wie es kommen mußte. Irgendwann nahm Bias dann doch Hammer und Meißel und schrieb seinen Satz: ‘Die meisten sind schlecht.’“

Lob erfuhr Bias für diese Einsicht von keinem Philosophen außer Heraklit, der fand, Bias sei bedeutender als alle anderen, die kein Verständnis dafür hätten.
Siehe dazu auch Griechischer Pessimismus.

## Οι πολιτικοί φάγανε τα λεφτά μας.
Οι πολιτικοί φάγανε τα λεφτά μας.
I politikí fágane ta leftá mas.
„Die Politiker haben unser Geld gefressen.“
Resignierte Meinung der griechischen Bevölkerung in der Eurokrise (ab 2010).

## οἱ πολλοί
οἱ πολλοί
hoi polloi
„die Vielen“
Abwertender Begriff in der Bedeutung „die große Masse“, Krethi und Plethi. In diesem abwertenden Sinn wird hoi polloi noch heute im Englischen verwendet. Die Verwendung entspricht in etwa dem deutschen Hinz und Kunz. Οἱ πολλοί waren auch die gemeinen Soldaten im Gegensatz zum Heerführer.
In diesem Zusammenhang kann man auch ein Zitat des Geschichtsschreibers Plutarch sehen, der in seiner Moralia über die Erziehung der Kinder schreibt:

«Τοῖς πολλοῖς ἀρέσκειν τοῖς σοφοῖς ἐστιν ἀπαρέσκειν.»

„Der Menge gefallen heißt den Weisen missfallen.“

Oi Polloi ist eine schottische Anarcho-Punk-Band. Auf der einen Seite steht das „gemeine Volk“, nach dem sich die Band benannte; auf der anderen Seite befinden sich die „reichen Bastarde“, die das Land besitzen und von außerhalb kommen.

## Οἶδα οὐκ εἰδώς.
Οἶδα οὐκ εἰδώς.
Oida ouk eidōs.

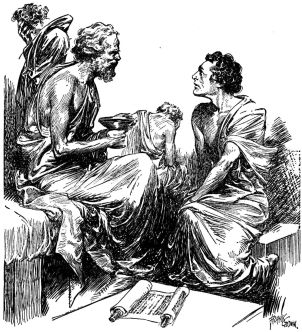
Sokrates mit dem Schierlingsbecher

Wörtlich übersetzt heißt der Spruch „Ich weiß als Nicht-Wissender“, wird aber häufig wiedergegeben mit „Ich weiß, dass ich nicht weiß“. Der Spruch wird dem Einfluss von Sokrates zugeschrieben, der keine schriftlichen Zeugnisse hinterließ. In seiner Apologie des Sokrates stellt Platon einen wesentlichen Punkt der Haltung seines Sokrates dar, indem er ihn sagen lässt:
„Offenbar bin ich […] um eine Kleinigkeit weiser, eben darum, dass ich, was ich nicht weiß, auch nicht zu wissen glaube.“
Die geläufige Variante „Ich weiß, dass ich nichts weiß“ trifft nicht den Sinn der Aussage, auch müsste diese Phrase auf Altgriechisch οἶδα οὐδὲν εἰδώς (oîda oudén eidōs) heißen.

## Ὁκόσα φάρμακα οὐκ ἰῆται, σίδηρος ἰῆται·

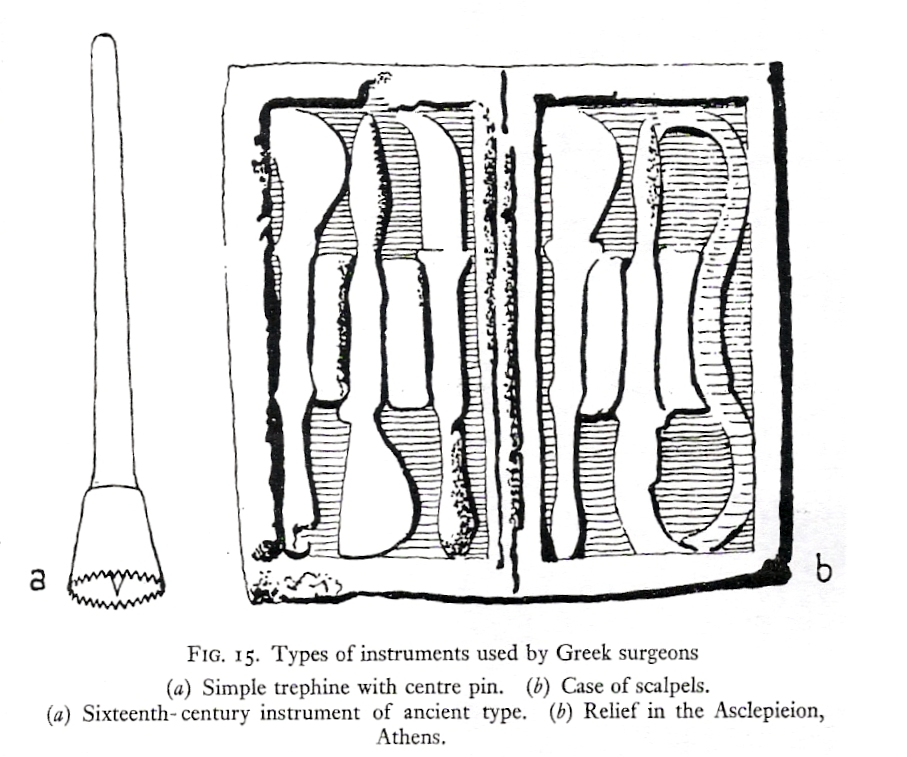
Antike chirurgische Instrumente

Ὁκόσα φάρμακα οὐκ ἰῆται, σίδηρος ἰῆται·
Hokosa pharmaka ouk iētai, sidēros iētai;
„Was Medikamente nicht heilen, heilt das Eisen;“
Anfang eines Aphorismus des berühmten Arztes Hippokrates von Kos:

«Ὁκόσα φάρμακα οὐκ ἰῆται, σίδηρος ἰῆται· ὁσσα σίδηρος οὐκ ἰῆται, πῦρ ἰῆται· ὁσσα δὲ πῦρ οὐκ ἰῆται ταῦτα χρὴ νομίζειν ἀνίητα.»

„Was Medikamente nicht heilen, heilt das Eisen; was das Eisen nicht heilt, heilt das Feuer; was aber das Feuer nicht heilt, muss als unheilbar angesehen werden.“

Lateinisch:

“Quae medicamenta non sanant, ferrum sanat; quae ferrum non sanat, ignis sanat; quae vero ignis non sanat, insanabilia reputari oportet.”

Dieser Spruch wurde von Friedrich Schiller, der selbst als Arzt ausgebildet war, als Motto für sein Drama Die Räuber verwendet.
Eisen steht für das Operationsbesteck und Feuer steht für Ausbrennen.

## Ὀλυμπιακὴ Ἐκεχειρία

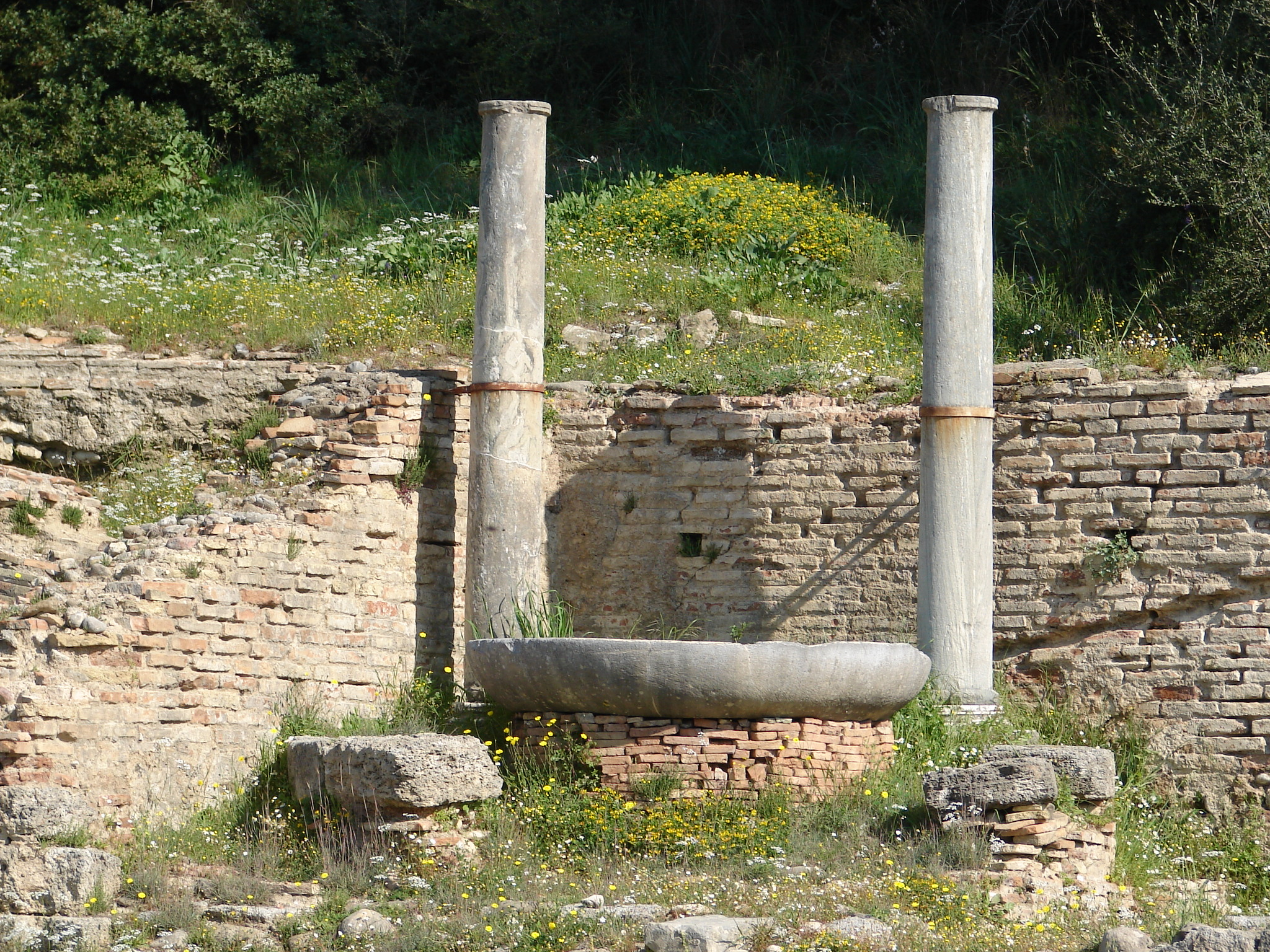
Ruinen des antiken Olympia

Ὀλυμπιακὴ Ἐκεχειρία
Olympiakē Ekecheiria
„Olympische Zurückhaltung der Hände“
Der Olympische Frieden war ein Abkommen griechischer Stämme 884 v. Chr. zur Gewährleistung des sicheren Ablaufs der Olympischen Spiele. In der schriftlichen Übereinkunft der Könige von Elis, von Pisa und von Sparta wurde festgehalten, dass alle Athleten, Künstler, Familien und einfachen Reisenden in Sicherheit anreisen, die Wettkämpfe miterleben und wieder abreisen können. Auch durften die heiligen Stätten von Olympia nicht mit Waffen betreten werden. In der Berliner Zeitung hieß es dazu im Jahr 2004:

„Rechtzeitig vor Beginn der Spiele wurden Boten losgeschickt, die Griechen zu den Spielen einzuladen. Sie verkündeten zugleich einen Waffenstillstand, die "Ekecheiria", wörtlich übersetzt: Hände weg (von den Waffen). Gelegentlich liest man von einem "Gottesfrieden", aber diese Übersetzung greift zu hoch. Es wurde nicht mit Blick auf den olympischen Zeus ein allgemeiner Frieden verkündet, es ging darum, Besucher und Athleten auf der An- und Rückreise und natürlich während des Festes zu schützen.“

Der Vertrag wurde mehrfach verletzt, da andere Regionen hofften, die Olympischen Spiele auf ihrem Gebiet ausrichten zu können. Der Vertrag hatte bis zum Verbot der Olympischen Spiele durch den römischen Kaiser Theodosius I. 394 n. Chr. Bestand und war ein bedeutendes Symbol panhellenischer Autorität. Aufgrund des Vertrages war Elis eine der wenigen griechischen Städte, die ohne Stadtmauer existieren konnten.
Um diese Tradition aktuell weiterentwickeln zu können, wurde im Juli 2000 in Athen das „Internationale Zentrum für Olympische Waffenruhe“ gegründet. Die Generalversammlung der Vereinten Nationen stimmte im November 2003 geschlossen für eine Waffenruhe während der Olympischen Spiele vom 13. bis 29. August 2004 in Athen. Diese Initiativen waren notwendig geworden, weil vor den Winterspielen 2002 in Salt Lake City die USA eine olympische Waffenruhe abgelehnt hatten, das sie ihren „Krieg gegen den Terror“ nicht behindert wissen wollten.

## Ὅμηρον ἔϕασκεν ἄξιον ἐκ τῶν ἀγώνων ἐκβάλλεσθαι καὶ ῥαπίζεσθαι καὶ Ἀρχίλοχον ὁμοίως.
Ὅμηρον ἔϕασκεν ἄξιον ἐκ τῶν ἀγώνων ἐκβάλλεσθαι καὶ ῥαπίζεσθαι καὶ Ἀρχίλοχον ὁμοίως.
Homēron ephasken axion ek tōn agōnōn ekballesthai kai rhapizesthai kai Archilochon homoiōs.
„Er sagte, Homer verdiene es, aus den Wettkämpfen herausgejagt und verprügelt zu werden, und ebenso Archilochos.“
Mit diesen Worten zitiert der spätantike Philosophiehistoriker Diogenes Laertios die Kritik des Philosophen Heraklit an den beiden Dichtern, die zum Standardrepertoire von Rhapsoden bei Wettbewerben gehörten. Heraklits Polemik setzt unter anderem an am Ilias-Vers „Ὡς ἔρις ἔκ τε θεῶν καὶ ἀνθρώπων ἀπόλοιτο“ („Schwände doch jeglicher Zwiespalt unter Göttern und Menschen“), welcher seiner Konzeption des Lebens als Kampf zuwiderläuft, der zufolge der Kampf ein immerwährender Prozess ist, dessen Missachtung ihm als Torheit erscheinen muss.

## Ὅμηρος τὴν Ἑλλάδα ἐπεπαιδεύκει.

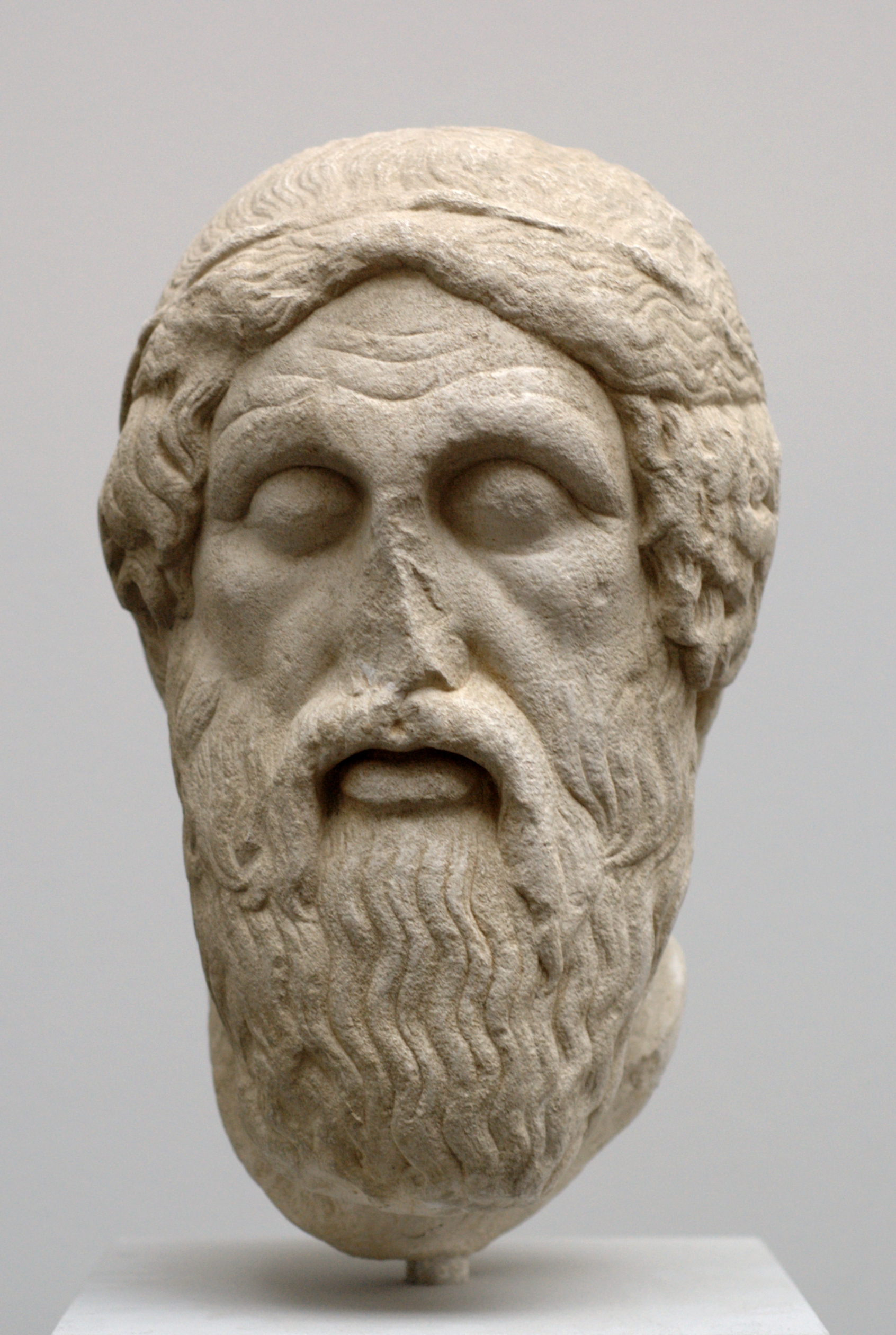
Kopf des Homer

Ὅμηρος τὴν Ἑλλάδα ἐπεπαιδεύκει.
Hómēros ten Elláda epepaideukei.
„Homer hatte Griechenland erzogen.“
Laut Platon hat der Dichter Homer das griechische Volk erzogen. An Homers Werken Ilias und Odyssee lernten die Griechen der Antike das Lesen und Schreiben und zugleich ihre Mythen und Ethik.
Im antiken Griechenland dienten die beiden Epen den zersplitterten griechischen Stämmen und Poleis zur Gewinnung eines gemeingriechischen Selbstverständnisses. Die Hochschätzung Homers wurde von den Römern übernommen. Vergils Epos Aeneis ist auch als Versuch zu werten, den Römern eine Herkunftssage zu geben, wie sie die Griechen an Homers Epen hatten.
Mit Ilias und Odyssee beginnt nach klassischer Ansicht die europäische Geistesgeschichte. Die Autorschaft ist allerdings nicht unumstritten. Bei der so genannten Homerischen Frage nach der Urheberschaft geht es darum, ob Homer tatsächlich Verfasser der beiden Epen gewesen sei oder ob unter dem Namen „Homer“ verschiedene Dichter zusammengefasst worden seien.

## ὁμοούσιος – ὁμοιούσιος
ὁμοούσιος – ὁμοιούσιος
homoousios – homoiousios
„wesensgleich – wesensähnlich“

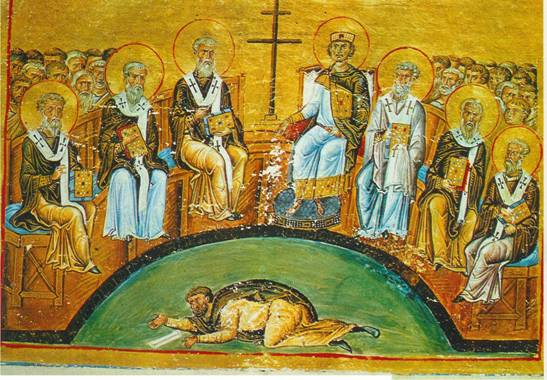
Zweites Konzil von Nicäa

Die beiden Begriffe stammen aus dem Arianischen Streit. Der alexandrinische Presbyter Arius lehrte, dass innerhalb der Dreieinigkeit der Sohn Gottes, Jesus Christus, nicht wie Gott der Vater ewig, sondern von diesem am Beginn der Zeit geschaffen worden sei. Das 1. Konzil von Nicäa im Jahr 325 verurteilte die Lehre des Arius und setzte ihr das Nizänische Glaubensbekenntnis entgegen, welches an zentraler Stelle den Sohn als homoousios („wesensgleich“) zum Vater bezeichnet.
Der Begriff blieb jedoch umstritten und in der Folgezeit bis zum 1. Konzil von Konstantinopel, welches im Jahr 381 das Nizänische Credo bestätigte, achtzehn unterschiedliche Glaubensbekenntnisse verfasst. Die wesentlichsten Richtungen dabei waren:
- die radikalen Arianer, die sich wieder in
  - Exukontianer (Gott-Sohn, geschaffen aus dem »Nichtseienden«),
  - Anomoianer (Gott-Sohn, unähnlich nach allem und nach dem Wesen),
  - und Heterousiasten (Gott-Sohn, ein anderer nach dem Wesen als Gott-Vater) unterteilten,
- die Homoianer, die vertraten, dass der Vater und der Sohn ähnlich seien
- und die Semi-Arianer oder Homoiusianer, die vertraten, dass der Sohn und der Vater wesensähnlich, aber unterschiedlich seien.

Weil die beiden Begriffe sich im Original nur in einem Buchstaben unterscheiden – dem Iota (ι) und damit kleinsten Buchstaben des griechischen Alphabets –, ging sozusagen „der Streit um das Iota“, was heute umgangssprachlich genutzt wird, wenn es sich bei einem Streit um Kleinigkeiten handelt.

## Ὄμφακές εἰσιν.

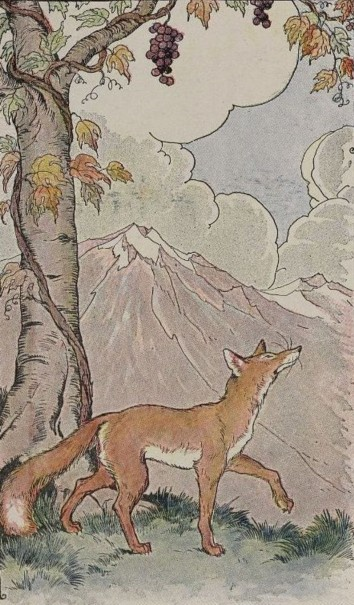
Der Fuchs und die Trauben:
Ὄμφακές εἰσιν. – „Sie sind sauer.“

Ὄμφακές εἰσιν.
Omphakes eisin
„Sie sind sauer.“ (wörtlich: „Sie sind herb.“)
In Äsops Fabel Der Fuchs und die Trauben zeigt der Fuchs seine Verachtung über die Trauben, die er nicht erreichen kann:

„Der Fuchs biß die Zähne zusammen, rümpfte die Nase und meinte hochmütig: »Sie sind mir noch nicht reif genug, ich mag keine sauren Trauben.« Mit erhobenem Haupt stolzierte er in den Wald zurück.“

Auf Lateinisch heißt es:

“Tandem defatigata inani labore, discedens dixit: at nunc etiam acerbae sunt, nec eas in via repertas tollerem.”

In diesem Zusammenhang steht auch das folgende Nietzsche-Zitat:

„Ein rechter Fuchs nennt nicht nur die Trauben sauer, welche er nicht erreichen kann, sondern auch die, welche er erreicht und anderen vorweggenommen hat.“

Im Neugriechischen gibt es das Sprichwort „Οσα δεν φτανει η αλεπου τα κανει κρεμασταρια.“ („Was der Fuchs nicht erreicht, betrachtet er als Vorrat.“)

## Ὅν οἱ θεοὶ φιλοῦσιν, ἀποθνῄσκει νέος.

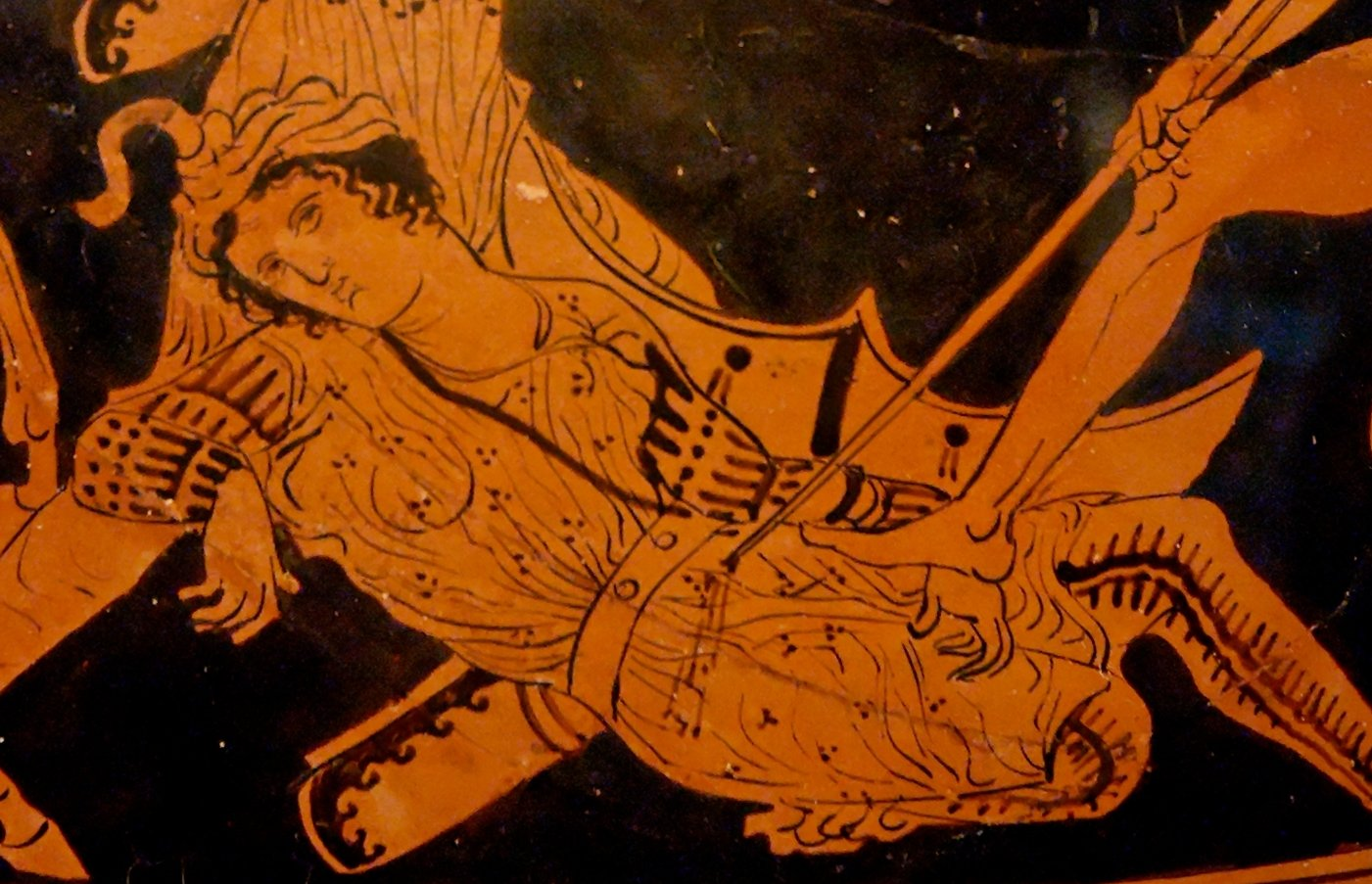
Tod des Sarpedon, des zweitstärksten Helden auf Seiten der Trojaner

Ὅν οἱ θεοὶ φιλοῦσιν, ἀποθνῄσκει νέος.
Hon hoi theoi philousin, apothnēskei neos.
„Einer, den die Götter lieben, stirbt jung.“
Sentenz aus dem Schauspiel Der doppelte Betrüger des Dichters Menandros. Die lateinische Sentenz, die als Tröstungsspruch gerne im Trauerfall in Anspruch genommen wird, stammt vom römischen Komödiendichters Plautus und ist wörtlich aus der griechischen Vorlage übersetzt.
Chrysalus sagt in den Bacchiden zu Nicobulus:
Quem di diligunt,

adulescens moritur.

(dum valet, sentit, sapit.)
Wen die Götter lieben,

der stirbt als Jüngling.

(Solange er gesund, empfindsam und bei Verstand ist.)
Ein ähnlicher Gedanke ist auch Gegenstand von Schillers Gedicht Nänie:
Auch das Schöne muß sterben! Das Menschen und Götter bezwinget,

    Nicht die eherne Brust rührt es des stygischen Zeus.
Heute wird der Gedanke gelegentlich mit „Nur die Besten sterben früh“ wiedergegeben.

## Ὄνους σύρματ’ ἂν ἑλέσθαι μᾶλλον ἢ χρυσόν.
Ὄνους σύρματ’ ἂν ἑλέσθαι μᾶλλον ἢ χρυσόν.
Onous syrmat’ an helesthai mallon ē chryson.
„Esel haben Futter lieber als Gold.“
Zitat aus der Nikomachischen Ethik des Aristoteles:

„Jedem lebenden Wesen, darf man sagen, kommt seine ihm eigentümliche Art von Lustempfindung ebenso wie auch seine eigentümliche Bestimmung zu; denn die Lust richtet sich nach der Tätigkeit. Das tritt jedem Beobachter entgegen. Die Lustempfindung eines Pferdes ist eine andere als die eines Hundes oder eines Menschen. So sagt Heraklit, ein Esel würde Spreu höher schätzen als Gold; denn für den Esel hat das was seine Nahrung bildet höheren Wert als das Gold.“

## Ὅπερ ἔδει δεῖξαι.
Ὅπερ ἔδει δεῖξαι.
Hoper edei deixai.
„Was zu beweisen war.“

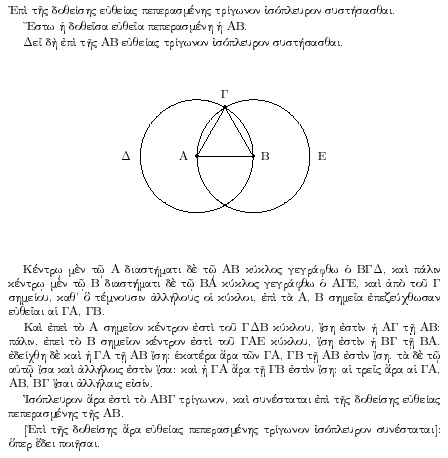
Beweisführung von Euklid

Floskel, mit der die Mathematiker Euklid und Archimedes ihre Beweise abschlossen, und die besser bekannt ist in ihrer lateinischen Form:
„Quod erat demonstrandum.“ (Abkürzung: q. e. d.)
In Euklids Elementa, einer systematischen Zusammenfassung der mathematischen Kenntnisse vor seiner Zeit, enden alle Beweisführungen mit dieser Feststellung „was zu beweisen war“.
Statt q. e. d. wird auch oft das Symbol ■ verwendet. Dieses Symbol wird informell Grabstein, Kiste oder Halmos genannt – nach dem US-amerikanischen Mathematiker Paul Halmos, der es zum ersten Mal verwendete.
Außerdem schloss Euklid einen Algorithmus mit der Phrase ὅπερ ἔδει ποιῆσαι (hoper edei poiēsai) ab, was lateinisch mit quod erat faciendum („was zu machen war“, Abkürzung: q.e.f.) übersetzt wird. Euklid beendete so beispielhafte geometrische Konstruktionen.

## Ὁποῖα ἡ δέσποινα, τοῖαι καὶ αἱ θεραπαινίδες.
Ὁποῖα ἡ δέσποινα, τοῖαι καὶ αἱ θεραπαινίδες.
Hopoia he despoina, toiai kai hai therapainides.
„Wie die Herrin, so die Dienerinnen.“
Der Humanist Erasmus von Rotterdam schreibt in seiner Sprichwörtersammlung Adagia zu diesem Sprichwort, dessen deutsche Entsprechung „Wie der Herr, so’s G’scherr“ ist:

„Heute sagt man gewöhnlich in Abwandlung einer Stelle des Athanasianums: Wie der Vater, so der Sohn. Ganz ähnlich ist das alte Sprichwort im 5. Buch der Briefe an Atticus. Dort heißt es: Wenn das Sprichwort recht hat: Wie der Herr, so der Knecht.“

Erasmus verweist auch auf eine Stelle in Platons Politeia, wo es heißt:

„Ist es nicht so: Gleich und gleich gesellt sich gern?“

Das lateinische Pendant ist: „Qualis Hera, tales pedisequae.“
Zu „Wie der Vater, so der Sohn“ siehe «Κακοῦ κόρακος κακὸν ᾠόν.»

## Ὅρα τέλος μακροῦ βίου.

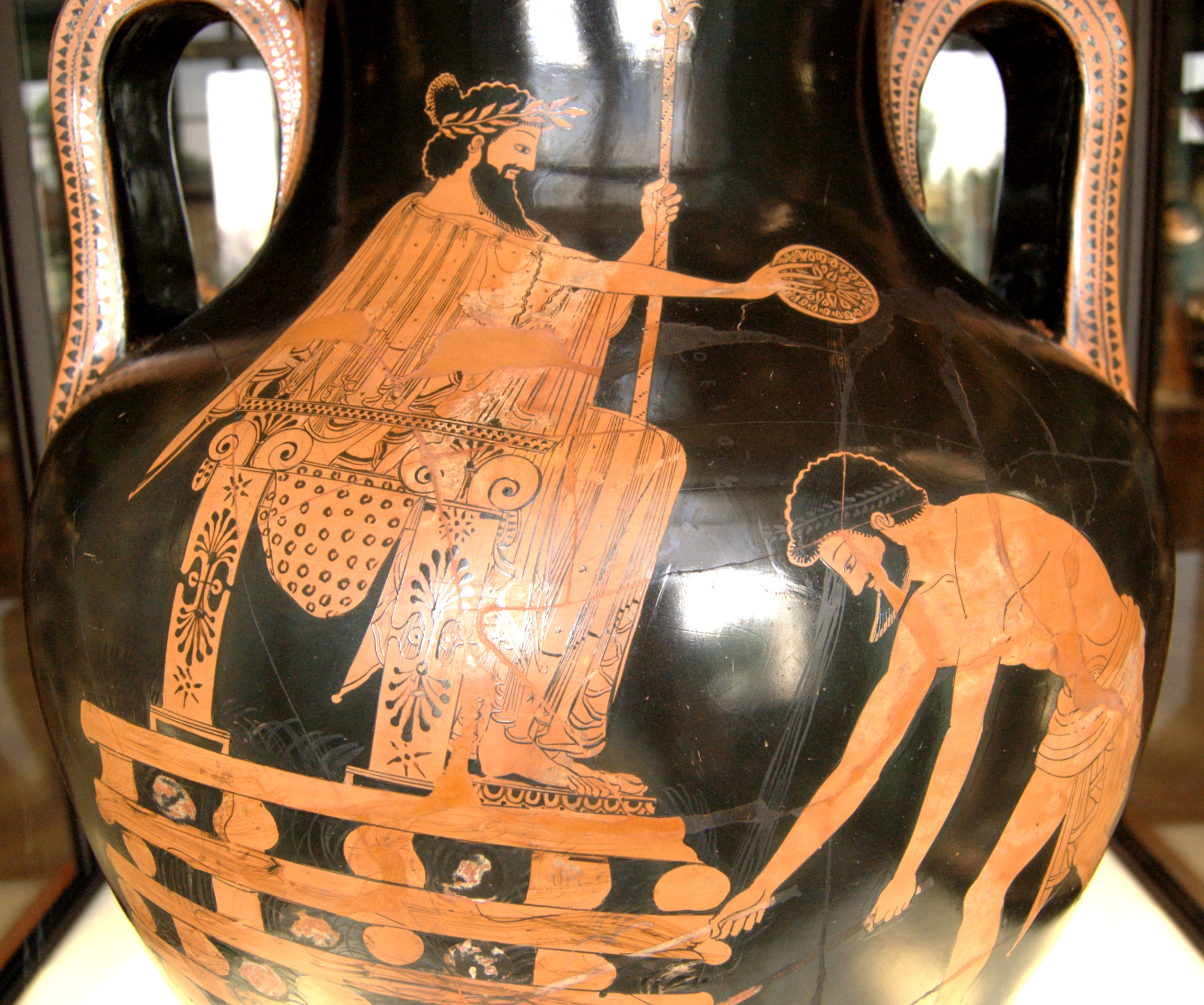
Krösus auf dem Scheiterhaufen; attisch-rotfigurige Bauchamphora des Vasenmalers Myson; um 500–490 v. Chr.; Louvre (G 197)

Ὅρα τέλος μακροῦ βίου.
Hora telos makrou biou.
„Schau auf das Ende eines langen Lebens!“
Aussage, die einem der Sieben Weisen, entweder Chilon von Sparta oder Solon, zugeschrieben wird.
Dieser Spruch wurde im Prolog des Ludus Septem Sapientum (Das Spiel der Sieben Weisen) des römischen Dichters Ausonius von einem Ludius (eine Lustige Person) zitiert, der die bekannten Sprüche der Sieben Weisen aufzählt (Übersetzung: Bruno Snell):
Spartane Chilon, sit tuum necne ambigunt,

quod iuxta fertur: ὅρα τέλος μακροῦ βίου,

finem intueri longae vitae qui iubes.

multi hoc Solonem dixe Croeso existimant.
Spartaner Chilon, auch wird drum gestritten,

Ob dein der andre Spruch sei: ὅρα τέλος

μακροῦ βίου, den man dir zuschreibt, da du

Befiehlst, das Ende eines langen Lebens

Erst abzuwarten. Viele meinen auch,

Daß Solon dies zu Kroisos einst gesagt.
König Krösus soll der Legende nach Solon einst zu sich eingeladen und, als er ihm seine Reichtümer gezeigt hatte, ihn gefragt haben, welchen Menschen er für den glücklichsten hielt. Krösus war nämlich überzeugt, dass er selbst der glücklichste Menschen sei. Solon aber antwortete:
„Ob du aber der glücklichste bist, kann ich nicht sagen, bevor du nicht tot bist. Denn keiner soll vor dem Tod glücklich genannt werden.“
Einige Jahre später stellte der besiegte Krösus auf dem Scheiterhaufen aber fest, dass niemand vor seinem Tod glücklich zu nennen sei. Siehe dazu auch Σκοπέειν δὲ χρὴ παντὸς χρήματος τὴν τελευτήν, κῇ ἀποβήσεται. („Auf das Ende einer jeden Sache muss man schauen, wie sie einmal ausgehen wird.“)

## ὄργανον διδασκαλικόν
ὄργανον διδασκαλικόν
organon didaskalikon
„Werkzeug des Unterrichtens“
Laut Platon ist die Sprache ein Werkzeug des Unterrichtens. Diese Definition beruht auf seiner Ansicht, dass der Mensch ein Zoon politikon (ζῷον πολιτικόν) ist, das in einer Gemeinschaft lebt und sein Wesen am unmittelbarsten durch die Sprache ausdrückt.
Das Organon ist eine Sammlung von Schriften des Philosophen Aristoteles, in denen er die Kunst der Logik als Werkzeug der Wissenschaft beschreibt.

## Ορίστε.
Ορίστε.
Oriste.
„Bitte sehr!“
Dies ist die neugriechische Phrase für bitte, wenn man etwas gibt. Wenn man um etwas bittet, sagt man παρακαλώ (parakalo). Mit diesen Worten meldet man sich aber auch am Telefon.
Werner van Gent und Paul L. Walser schreiben in ihrem Griechenlandbuch (Zimt in der Suppe) über die griechische Leidenschaft zu telefonieren:

„Wenn ein Grieche dieses Kommunikationsinstrument in die Hand nimmt, um einen Anruf zu beantworten, verändert sich sein Gesichtsausdruck innerhalb von Bruchteilen einer Sekunde. Barsch herrscht er das bis dahin noch nicht identifizierte Gegenüber mit dem imperativen ‚Oriste‘ – ‚Bitte sehr!‘ an, womit er in einem Wort deutlich macht, dass er auf diesen Anruf nun wirklich nicht gewartet hat und der Anrufer deshalb gut daran täte, sich möglichst kurz zu fassen.“

Die Autoren verweisen erläuternd noch darauf, dass diese Floskel dem türkischen Buyrum entspricht und wie dieses aus der Welt des Bazars stammt, wo mit diesen Worten Käufer angelockt werden sollen.

## Ὅρος εἰμι τῆς ἀγορᾶς.

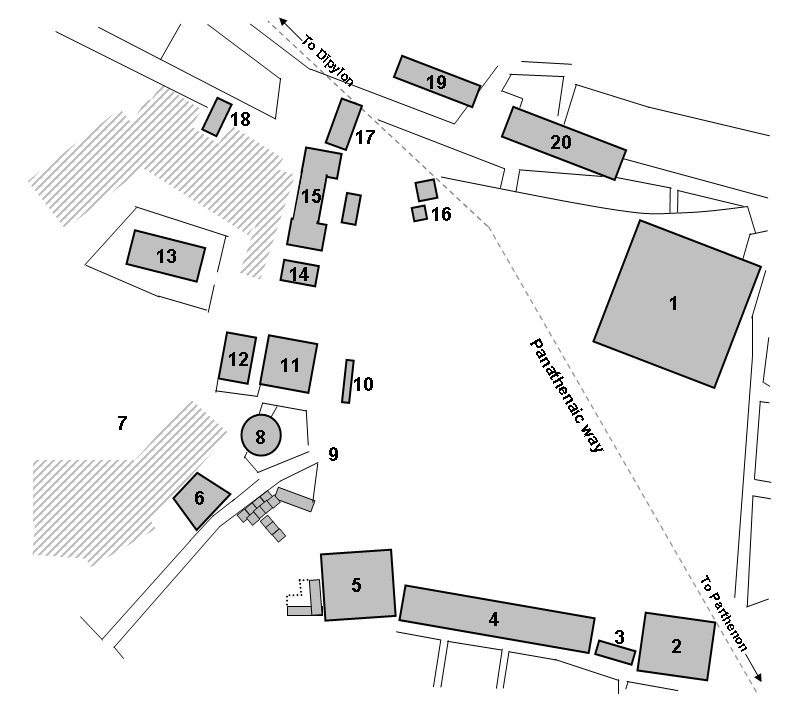
Agora im 5. Jh. v. Chr.
9. Agora-Stein

Ὅρος εἰμι τῆς ἀγορᾶς.
Horos eimi tēs agoras.
„Ich bin die Grenze der Agora.“
Um 500 v. Chr. wurde die Agora von Athen durch Grenzsteine, so genannte Horoi (ὅροι), abgegrenzt. Durch die Aufstellung der Grenzsteine sollte ein wildes Bauen auf der Agora verhindert werden. Verbrechern und anderen Leuten, die auf der Agora nicht erwünscht waren, wurde der Zutritt zur Agora verboten.
Laut dem Komödienschreiber Eubulos konnte man auf der Agora alles Mögliche erwerben:
„Feigen, Gerichtsvollzieher, Trauben, Äpfel, Zeugenaussagen, Rosen, Honig, Prozesse, Myrte, Verlosungsgeräte, Ringe, Wasseruhren, Gesetze und Beschuldigungen.“
Es fanden dort auch große Bürgerversammlungen statt. Man führte dort Wahlen durch. Ebenso wurden Schauspiele aufgeführt. Sogar sportliche Wettkämpfe und Pferderennen trug man dort aus. Es existierten auch viele Heiligtümer für die verschiedenen Götter. Der eigentliche Markt wurde dadurch in Nebenstraßen verdrängt. Um den Platz standen Werkstätten von Metallgießern, Bildhauern und anderen Handwerkern. Besonders eindrucksvoll waren jedoch die Säulenhallen.

## Ὃς νῦν ὀρχηστῶν πάντων …

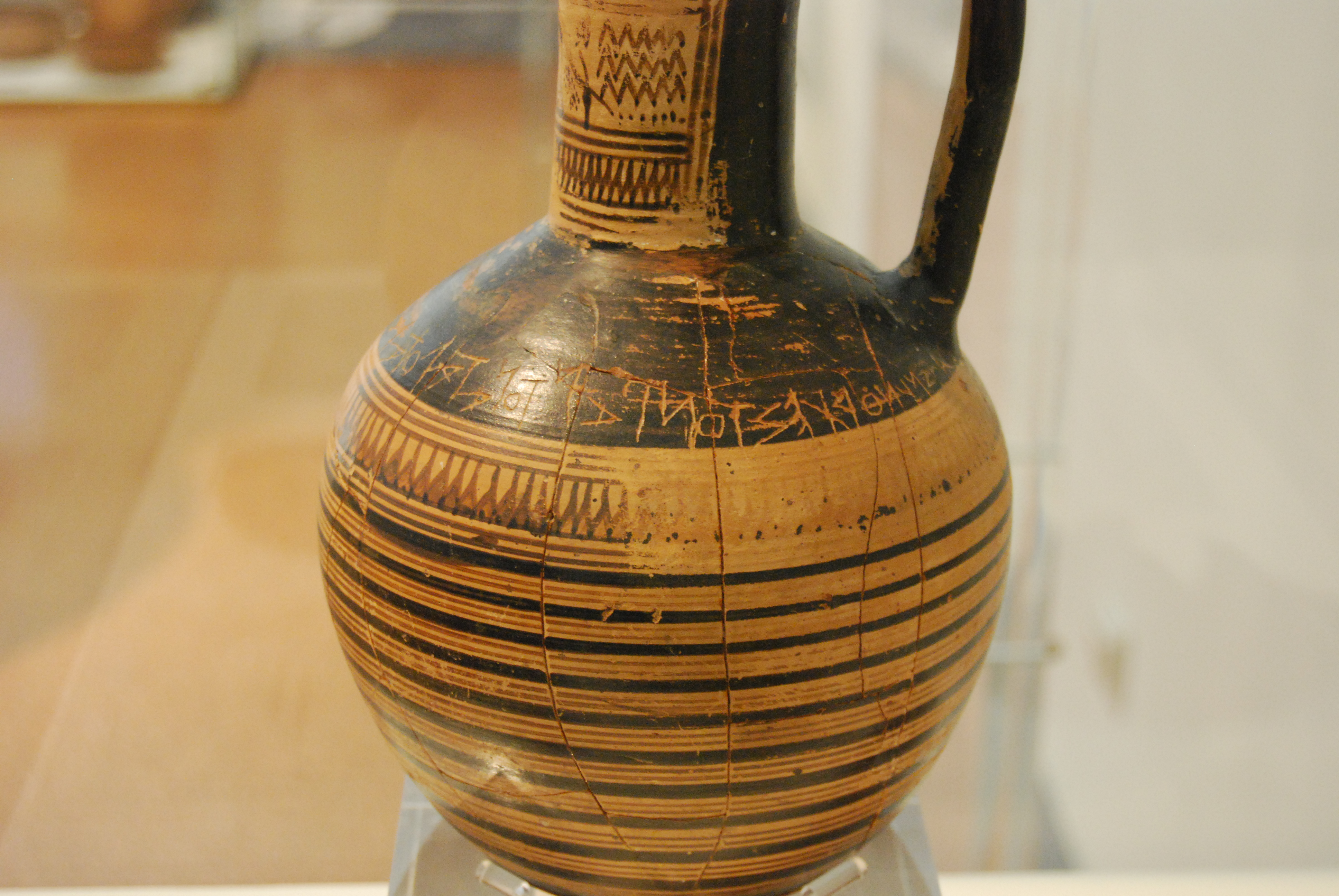
Inschrift auf der Dipylon-Kanne

ὃς νῦν ὀρχηστῶν πάντων ἀταλώτατα παίζει, τῷ τόδε κλ[.]μιν[...]
Hos nyn orcheston panton atalotata paizei, to tode kl[.]min[...]
„Wer nun von allen Tänzern am anmutigsten tanzt und spielt, der möge (diesen Krug erhalten).“
Inschrift auf der sogenannten Dipylon-Kanne, einem archäologischen Fund, der beim Dipylon-Tor, dem Haupttor des antiken Athen, in einer Begräbnisstätte gefunden wurde. Der Text ist auf der Kanne original in Großbuchstaben geschrieben, und zwar linksläufig. Hier ist er zur leichteren Lesbarkeit in der uns gewohnten Rechtsläufigkeit wiedergegeben:
ΗΟΣΝΥΝΟΡΧΕΣΤΟΝΠΑΝΤΟΝΑΤΑΛΟΤΑΤΑΠΑΙΖΕΙΤΟΤΟΔΕΚΛΜΙΝ
Es ist umstritten, ob die Kanne oder der Nestor-Becher mit der ältesten griechischen Inschrift beschrieben wurde. Die Dipylon-Kanne gilt jedoch als die älteste im griechischen Mutterland gefundene Inschrift, die offensichtlich als Siegespreis gedacht war.

## ὃς τὰ κλείν’ αἰνίγματ’ ᾔδει …

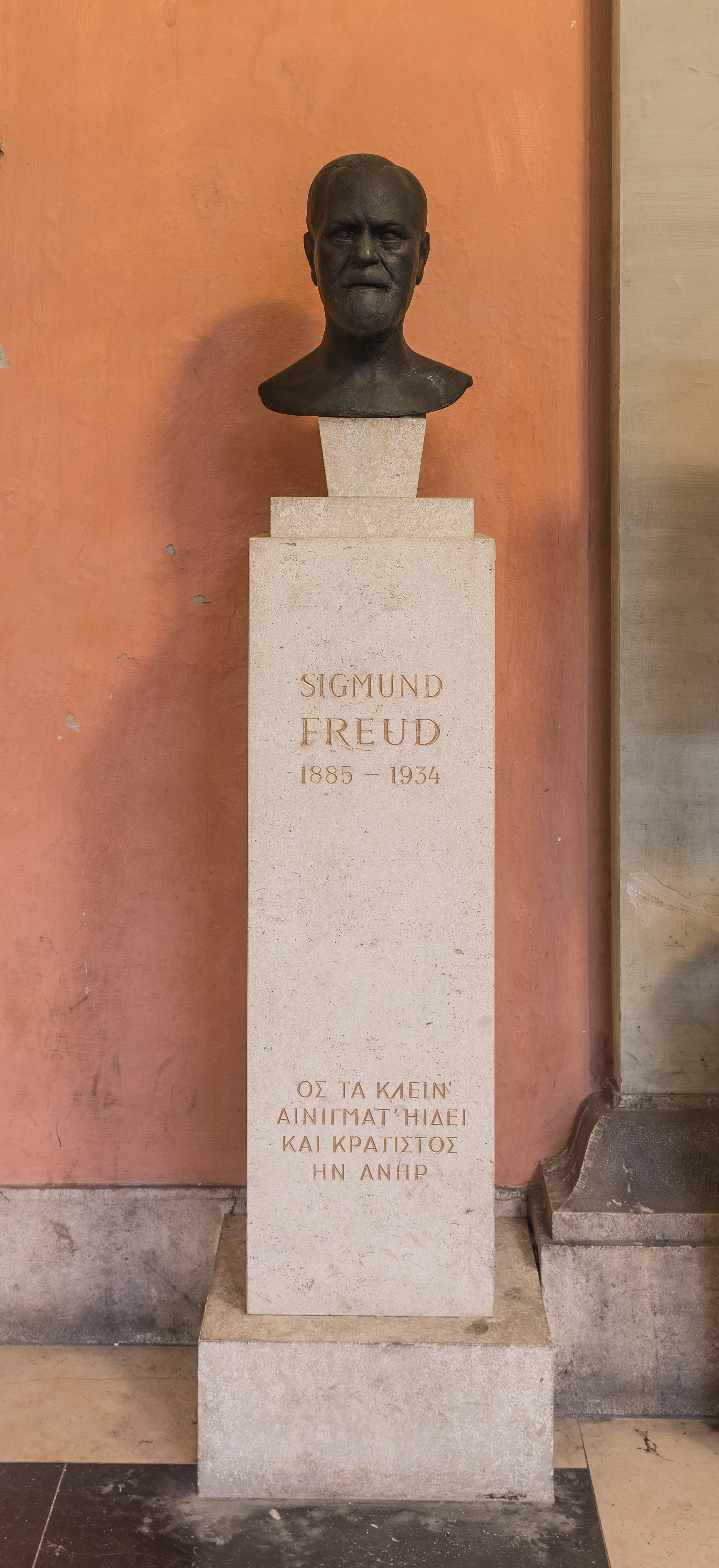
Sigmund-Freud-Büste, Inschrift am Fuß

ὃς τὰ κλείν’ αἰνίγματ’ ᾔδει καὶ κράτιστος ἦν ἀνήρ
hos ta klein’ ainigmat’ edei kai kratistos en aner
„der die berühmten Rätsel löste und ein hochbedeutender Mann war“
Inschrift auf dem Sockel der Büste von Sigmund Freud im Arkadenhof der Wiener Universität – ein Zitat aus Sophokles, König Ödipus, 1525. Mit diesem Satz auf dem Denkmal wird auf die Psychoanalyse und den Ödipuskomplex angespielt.

## Ὅσον ζῇς φαίνου.
Ὅσον ζῇς φαίνου.
Hoson zēs phainou.
„Solange du lebst, tritt auch in Erscheinung.“

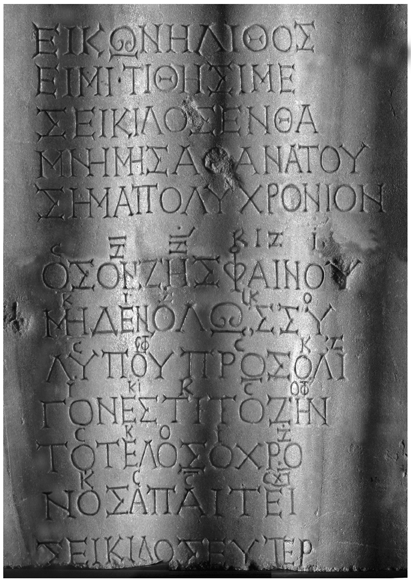
Die Inschrift im Detail

Reproduktion des Liedteils mit antiker Notation

Übertragung in moderne Notation

Anfang der Inschrift auf der Seikilos-Stele, einem Grabstein in Tralles (Kleinasien), auf dem die Vorform einer musikalischen Notation gefunden wurde. Der Text datiert zwischen 200 v. Chr. und 100 n. Chr. und ist somit eines der ältesten vollständig erhaltenen Musikstücke.
Auf der Grabinschrift heißt es, dass sie ein gewisser Seikilos (ΣΕΙΚΙΛΟΣ) aufstellte, gefolgt von einer kurzen Grabinschrift:
Originaltext:
Ὅσον ζῇς φαίνου

μηδὲν ὅλως σὺ

λυποῦ· πρὸς ὀλί[-]

γον ἐστὶ τὸ ζῆν.

τὸ τέλος ὁ χρό[-]

νος ἀπαιτεῖ.
Transkription:
Hoson zēs, phainou

mēden holōs sy

lypou; pros oli-

gon esti to zēn.

to telos ho chro-

nos apaitei.
Übersetzung:
Solange du lebst, tritt auch in Erscheinung.

Traure über nichts

zu viel. Eine kurze Frist

bleibt zum Leben.

Das Ende bringt die

Zeit von selbst.
Gesangswiedergabe entsprechend der Notationⓘ (in Koine-Aussprache)

## Ὅσσ’ ἐλομεν λιπομεσθ’, ὅσσ’ οὐχ ἐλομεν φερόμεσθα.
Ὅσσ’ ἐλομεν λιπόμεσθ’, ὅσσ’ οὐχ ἐλομεν φερόμεσθα.
Hoss’ elomen lipomesth’, hoss’ ouch elomen pheromestha.
„Was wir erwischten, ließen wir (dort), was wir nicht erwischten, tragen wir mit uns.“
Der Sage nach fragte Homer heimkehrende Fischer, was sie gefangen hätten, und erhielt von den Fischern diese rätselhafte Antwort, in der sie behaupteten, sie hätten das, was sie gefangen hätten, zurückgelassen, während sie das, was sie nicht gefangen hätten, mit sich führten. Dass die Fischer nicht von Fischen, sondern von ihren Läusen sprachen, kam Homer aber nicht in den Sinn:
Draußen blieb, was wir fingen,

doch bringen wir, die uns entgingen.
Eine Wandmalerei im Haus der Epigramme in Pompeji illustriert diese Anekdote, die in einer Schrift über einen Wettbewerb zwischen Homer und Hesiod überliefert ist. Laut der Legende machte der alte Homer auf der Insel Ios, der Heimat seiner Mutter, während seiner Durchreise nach Athen Halt, als er das Rätsel hörte, konnte es nicht lösen und starb aus Ärger drei Tage später auf der Insel.
Bereits in der Antike wurde von der Inselbevölkerung der Mythos des berühmten Dichters ausgenutzt. Sein Grab wurde unweit der Nordspitze der Insel in der Gegend um Plakoto „geortet“ und Besuchern gezeigt. Bestärkt wurden sie durch den Reiseschriftsteller Pausanias.

## Ὅτι πᾶς ὁ ὑψῶν ἑαυτὸν ταπεινωθήσεται καὶ ὁ ταπεινῶν ἑαυτὸν ὑψωθήσεται.
ὅτι πᾶς ὁ ὑψῶν ἑαυτὸν ταπεινωθήσεται καὶ ὁ ταπεινῶν ἑαυτὸν ὑψωθήσεται.
Hoti pās ho hypsōn heauton tapeinōthēsetai kai ho tapeinōn heauton hypsōthēsetai.
„Denn wer sich selbst erhöht, wird erniedrigt, und wer sich selbst erniedrigt, wird erhöht werden.“
(Matthäus 23,12 ; Lukas 14,11 ; Lukas 18,14 )
Eines der bekanntesten Herrenworte. Die chiastische Antithese bringt einen bedeutenden Aspekt christlicher Theologie auf den Punkt. Eine Entsprechung findet sich in dem Sprichwort „Hochmut kommt vor dem Fall“, das ebenfalls biblischen Ursprungs ist (Sprüche 16,18 ).

## Οὐ γὰρ οἴδασι τί ποιοῦσι.

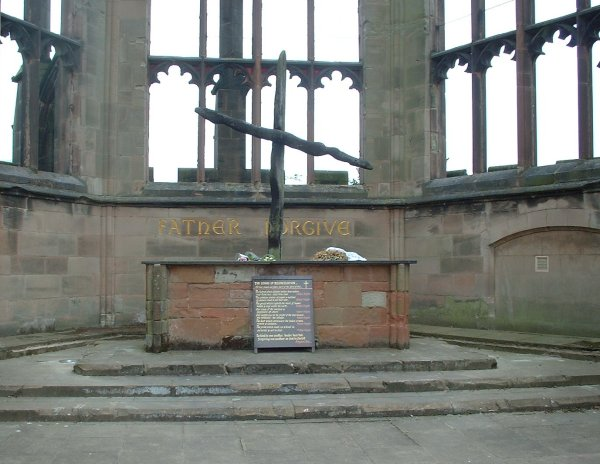
Kathedrale von Coventry: „Father forgive“

Οὐ γὰρ οἴδασι τί ποιοῦσι.
Ou gar oidasi ti poiousi.
„Denn sie wissen nicht, was sie tun.“
Ein Zitat aus der Leidensgeschichte Jesu im Evangelium nach Lukas. Der Zusammenhang lautet in der modernen Version der Luther-Übersetzung:

„32 Es wurden aber auch andere hingeführt, zwei Übeltäter, dass sie mit ihm hingerichtet würden. 33 Und als sie kamen an die Stätte, die da heißt Schädelstätte, kreuzigten sie ihn dort und die Übeltäter mit ihm, einen zur Rechten und einen zur Linken. 34 Jesus aber sprach: Vater, vergib ihnen; denn sie wissen nicht, was sie tun! Und sie verteilten seine Kleider und warfen das Los darum.“

In einigen Handschriften fehlt genau dieser Satz jedoch.
Auf dem Altar der britischen Kathedrale von Coventry steht ein Holzkreuz, das der damalige Propst nach dem deutschen Luftangriff aus zwei verbrannten Dachbalken anfertigen ließ.
An der Altarwand dahinter steht die folgende englische Inschrift:

“Father forgive.”

„Vater, vergib.“

„… denn sie wissen nicht, was sie tun“ ist auch der Titel der deutschen Synchronfassung des zweiten Films mit James Dean (im englischen Original Rebel Without a Cause) und der erste, in dem die Probleme der verlorenen Generation thematisiert wurden.

## Οὐ γὰρ ὡς ἀγγεῖον ὁ νοῦς ἀποπληρώσεως …
Οὐ γὰρ ὡς ἀγγεῖον ὁ νοῦς ἀποπληρώσεως ἀλλ' ὑπεκκαύματος μόνον ὥσπερ ὕλη δεῖται.
Ou gar hōs angeion ho nous apoplerōseōs all’ hypekkaumatos monon hōsper hylē deitai.
„Der Geist ist nicht wie ein Gefäß, das gefüllt werden soll, sondern wie Holz, das lediglich entzündet werden will.“
Zitat aus den Moralia des antiken Historikers Plutarch.
Dieses Zitat findet sich leicht verändert auch regelmäßig in Veröffentlichungen, die sich mit Gedächtnisleistungen beschäftigen:

„Der Geist ist kein Schiff, das man beladen kann, sondern ein Feuer, das man entfachen muss.“

Diese Übersetzung weist darauf hin, dass das Zitat aus dem englischen Sprachraum übernommen wurde, denn auf Englisch heißt es:

“The mind is not a vessel to be filled, but a fire to be kindled.”

Das englische Wort vessel lässt sich aber sowohl mit Schiff als auch – hier korrekt, denn ἀγγεῖον angeion lässt nichts anderes zu – mit Gefäß übersetzen.
Neugriechisch heißt es:

«Το μυαλό δεν είναι δοχείο για γέμισμα, είναι φλόγα για άναμμα.»

„To mialó den íne dochío jia gémisma, íne flóga jia ánamma.“

„Das Gehirn ist kein Behälter, den du füllen sollst, sondern eine Flamme, die du anzünden musst.“

## Οὐ φροντὶς Ἱπποκλείδῃ.
Οὐ φροντὶς Ἱπποκλείδῃ.
Ou phrontis Hippokleidē.
„Hippokleides kümmert es nicht.“
Altgriechische Redewendung, deren Herkunft Herodot im sechsten Buch seiner Historien beschreibt, in dem er erzählt, wie der Tyrann Kleisthenes von Sikyon eine Anzahl junger Männer als Brautwerber für seine einzige Tochter Agariste nach Sikyon einlädt. Er nimmt diese 1 Jahr lang in Augenschein und will am letzten Tag den Auserwählten bekannt geben. Doch sein Favorit Hippokleides tanzt ausgelassen auf dem Tisch und stellt sich gar auf dem Kopf:

„Kleisthenes hielt bei dem ersten und zweiten Tanz noch an sich, obwohl ihm der Gedanke gar nicht mehr gefiel, daß dieser schamlose Tänzer sein Schwiegersohn werden sollte. Als er ihn aber mit den Beinen eine Pantomime aufführen sah, konnte er sich nicht mehr an sich halten und rief aus: ‚O Sohn des Teisandros, du hast deine Hochzeit vertanzt!‘ Hippokleides erwiderte: ‚Das kümmert Hippokleides nicht.“

## οὐδ’ ὄναρ
οὐδ’ ὄναρ
oud’ onar
„nicht einmal im Traum“
Lateinisch: ne per somnium quidem
Zu dieser heute noch gebräuchlichen Redewendung schreibt der Humanist Erasmus von Rotterdam in seiner Sprichwörtersammlung Adagia:

„Nicht einmal im Traum. Das ist bei den Griechen ein sprichwörtlicher Ausdruck, der soviel bedeutet wie: unter keinen Umständen, niemals. Denn es ist wohl niemand so ganz von allem Glück verlassen, daß er nicht wenigstens im Schlaf hin und wieder von erfreulicheren Dingen träumen würde.“

## Οὐκ αἰσχρὸν οὐδὲν τῶν ἀναγκαίων βροτοῖς.

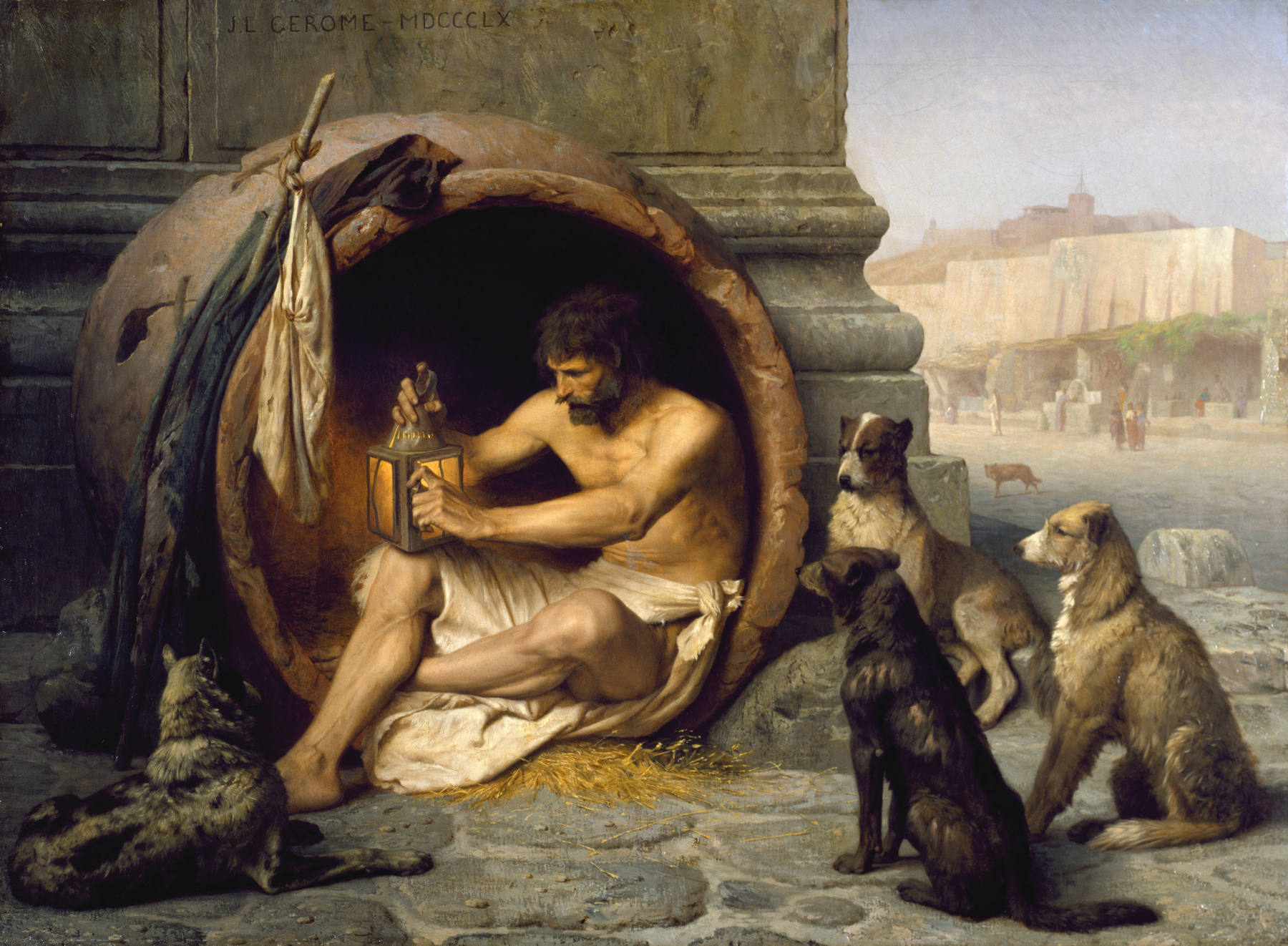
Jean Leon Gerome: Diogenes in der Tonne, umgeben von Hunden

Οὐκ αἰσχρὸν οὐδὲν τῶν ἀναγκαίων βροτοῖς.
Ouk aischron ouden tōn anangkaiōn brotois.
„Nichts von dem, was lebensnotwendig ist, ist schändlich für die Sterblichen.“
Mit diesen Worten beschreibt der Philosophiehistoriker Diogenes Laertios das berüchtigte schamlose Verhalten des Kynikers Diogenes von Sinope in der Öffentlichkeit, der nach dieser vorsichtigen Formulierung „alles in der Öffentlichkeit zu verrichten pflegte, sowohl die Werke der Getreidegöttin Demeter als auch die der Liebesgöttin Aphrodite“. Gemeint ist mit dieser Umschreibung, dass der Philosoph in der Tonne sowohl öffentlich defäkierte als auch masturbierte. Für das Erstere steht die Getreidegöttin Demeter, für Letzteres die Liebesgöttin Aphrodite.
Von diesem griechischen Satz leitet sich der lateinische Spruch her, dessen Urheber nicht bekannt ist:

“Naturalia non sunt turpia.”

„Natürliches ist nicht schändlich.“

Das soll heißen, natürliche Bedürfnisse und ihre Befriedigung sind nichts, dessen man sich schämen müsste.

## Οὐκ ἐν τῷ πολλῷ τὸ εὖ, ἀλλ’ ἐν τῷ εὖ τὸ πολύ.
Οὐκ ἐν τῷ πολλῷ τὸ εὖ, ἀλλ’ ἐν τῷ εὖ τὸ πολύ.
Ouk en tō pollō to eu, all’ en tō eu to poly.
„Nicht im Vielen ist das Gute, sondern im Guten das Viele.“
Dieses Aristoteles-Zitat wird heute noch in Griechenland als Sprichwort benutzt und bedeutet freier übersetzt so viel wie: „Klein, aber fein.“

## Οὔτε λέγει οὔτε κρύπτει, ἀλλὰ σημαίνει.
Οὔτε λέγει οὔτε κρύπτει, ἀλλὰ σημαίνει.
Oute legei oute kryptei, alla sēmainei.
„Er erklärt nicht, verbirgt nicht, sondern deutet an.“
Feststellung des Philosophen Heraklit zum Orakel von Delphi. Der vollständige Satz lautet:

«Ὁ ἄναξ, οὗ τὸ μαντεῖόν ἐστι τὸ ἐν Δελφοῖς, οὔτε λέγει οὔτε χρύπτει ἀλλὰ σημαίνει.»

„Der Fürst, dem das Orakel von Delphi gehört, erklärt nicht, verbirgt nicht, sondern deutet an.“

Die Orakelsprüche waren in hohem Maß zweideutig, so dass ihr Sinn nicht auf Anhieb verstanden wurde.
Einer der bekanntesten dieser zweideutigen Orakelsprüche war an König Krösus gerichtet: „Wenn du den Halys überschreitest, wirst du ein großes Reich zerstören“, siehe Εἰ στρατεύσεις ἐπὶ τοὺς Πέρσας, μεγάλην ἀρχὴν καταλύσεις.

## οὔτε πρὸς χάριν πρὸς ἔχθραν
οὔτε πρὸς χάριν πρὸς ἔχθραν
oute pros charin pros echthran
„weder jemandem zu Gefallen noch aus Feindschaft zu jemandem“
Diese Wendung geht auf die Rede des Demosthenes gegen den athenischen Politiker Aristokrates zurück und war Vorbild für die berühmte Formel des Tacitus, mit der er am Schluss des Proömiums seiner Annalen eine unvoreingenommene Darstellung der Epoche nach Augustus ankündigt: „sine ira et studio“ („ohne Erbitterung und Begeisterung“).
Aristokrates hatte ein Gesetz mit dem folgenden Wortlaut eingebracht:
„So jemand den Charidemos ums Leben bringt, soll er im Bundeslande überall aufgegriffen werden können.“
Der unter Schutz gestellte Charidemos war ein gerissener Söldnerführer, der die Macht in Thrakien an sich gerissen hatte. Die Rede gegen Aristokrates sollte zeigen, dass der Vorschlag gesetzwidrig und nachteilig für den Staat war. Zudem wäre Charidemos einer solchen Ehre unwürdig. Am Schluss der Rede findet sich allerdings ein zum sachlichen Stil der Rede nicht passender Ausfall gegen sich bereichernde Politiker.

## Οὖτις ἐμοί γ’ ὄνομα.
Οὖτις ἐμοί γ’ ὄνομα.
Outis emoi g’ onoma.
„Mein Name ist Niemand.“

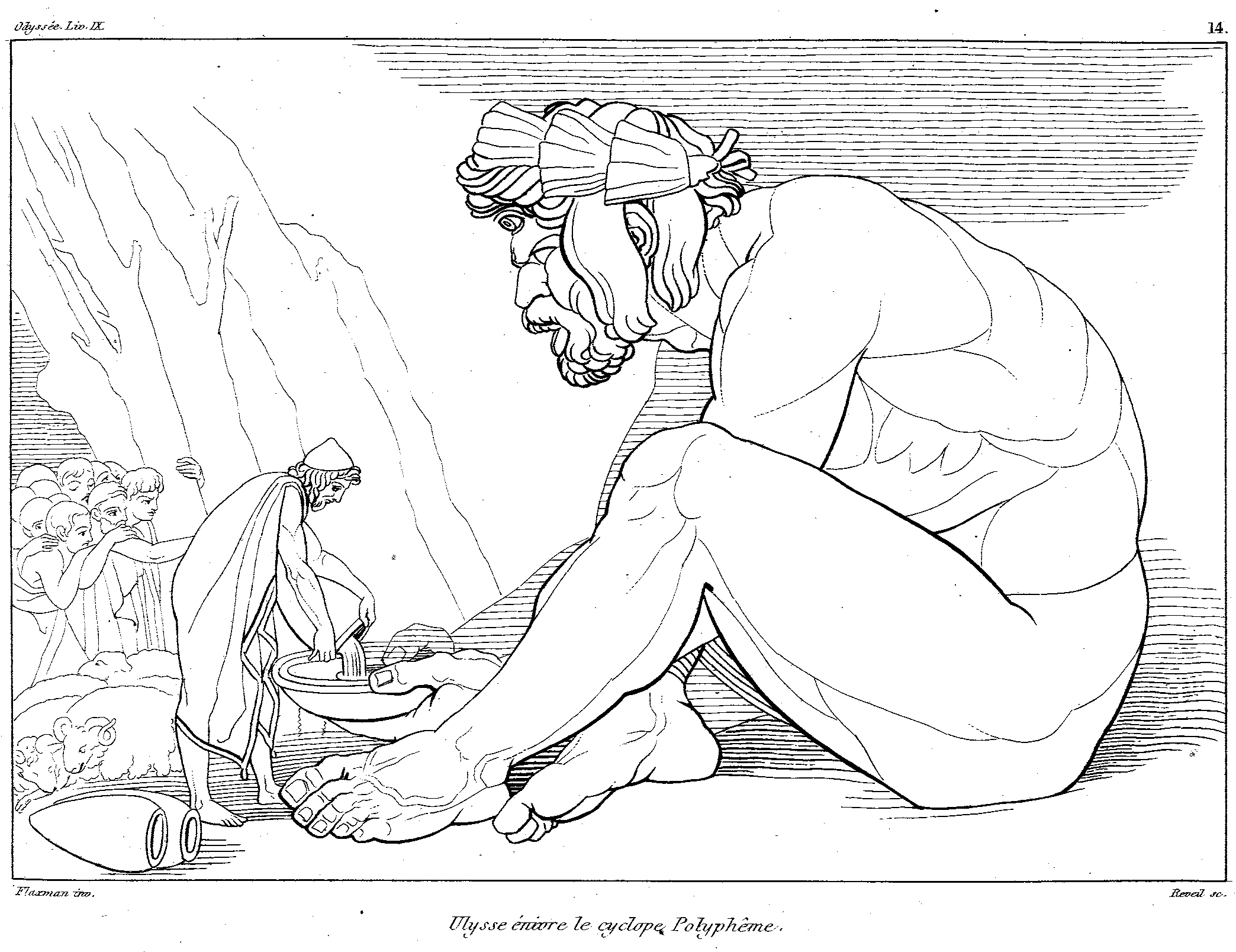
Odysseus schenkt Polyphem Wein ein.

Der listige Odysseus stellte sich dem Kyklopen Polyphem mit diesem Namen vor:

„‚Schenk mir noch ein‘, sprach der Kyklop zu ihm, ‚und nenne mir deinen Namen, damit auch ich dich bewirten kann.‘ So schenkte ihm Odysseus fleißig nach und sprach zu ihm ‚Niemand ist mein Name, denn Niemand nennen mich alle, meine Mutter, mein Vater und alle meine Gesellen.‘ Zum Dank versprach der Kyklop, ihn erst als letzten zu verspeisen.“

Als Odysseus ihn im Schlaf blendete und Polyphem die anderen Kyklopen zu Hilfe rief, kümmerten die sich nicht weiter um ihn, da Polyphem offensichtlich Unsinn redete:

„Das klägliche Schreien des Polyphem hallte über die ganze Insel. Die anderen Kyklopen eilten sofort herbei und fragten, was ihm denn widerfahren sei. Da rief Polyphem ‚Niemand würgt mich mit Arglist!‘ Da lachten sie nur und gingen von dannen.“

## Οὔτοι συνέχθειν, ἀλλὰ συμφιλεῖν ἔφυν.

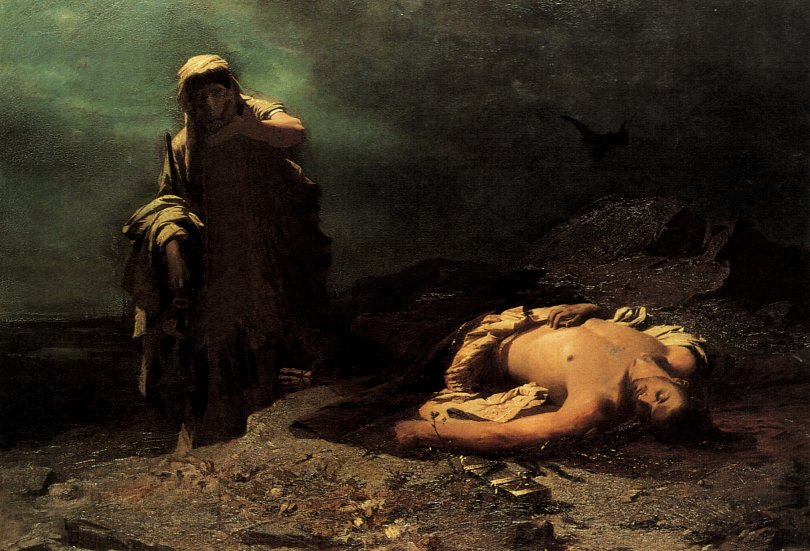
Antigone vor dem toten Polyneikes

Οὔτοι συνέχθειν, ἀλλὰ συμφιλεῖν ἔφυν.
Outoi synechthein, alla symphilein ephyn.
„Nicht mitzuhassen, mitzulieben bin ich da.“
Zitat aus Sophokles, Antigone 523.
Mit diesen Worten begründet Antigone in Sophokles’ gleichnamigem Drama, warum sie sich über die Anordnung ihres Onkels, des Königs Kreon, hinweggesetzt hat, ihr toter Bruder Polyneikes dürfe als Hochverräter nicht bestattet werden.
König Kreon ist der Überzeugung, dass ein Feind nie zum Freund wird, selbst im Tod nicht. Antigone verneint diese unversöhnliche Haltung, begreift ihre Liebe zu ihren toten Brüdern als ihre wichtigste Pflicht und stellt ihr eigenes Gewissen über das Gesetz.
Dieser Vers wird oft im christlichen Sinn missverstanden:

„Seine traditionelle Ausdeutung ist unantik und eher christlich ('Urwort des Humanismus'). Nicht das weiblich fühlende Herz der Heldin wird hier erkennbar, denn Antigone ist hart, schroff, leidenschaftlich im Lieben und Hassen. Der Vers ist viel eher aufzufassen als ein Bekenntnis zur untrennbaren Blutsgemeinschaft der Familie: ‚Meine Bestimmung ist es, nicht an dem Hass gegen meine Familienmitglieder teilzuhaben, sondern an der Liebe.‘“

„Nicht mitzuhassen, mitzulieben bin ich da“ ist auch das Motto von Wilhelm Raabes Roman Der Hungerpastor.

## οὐτοπία
οὐτοπία
outopia
„Nicht-Örtlichkeit“

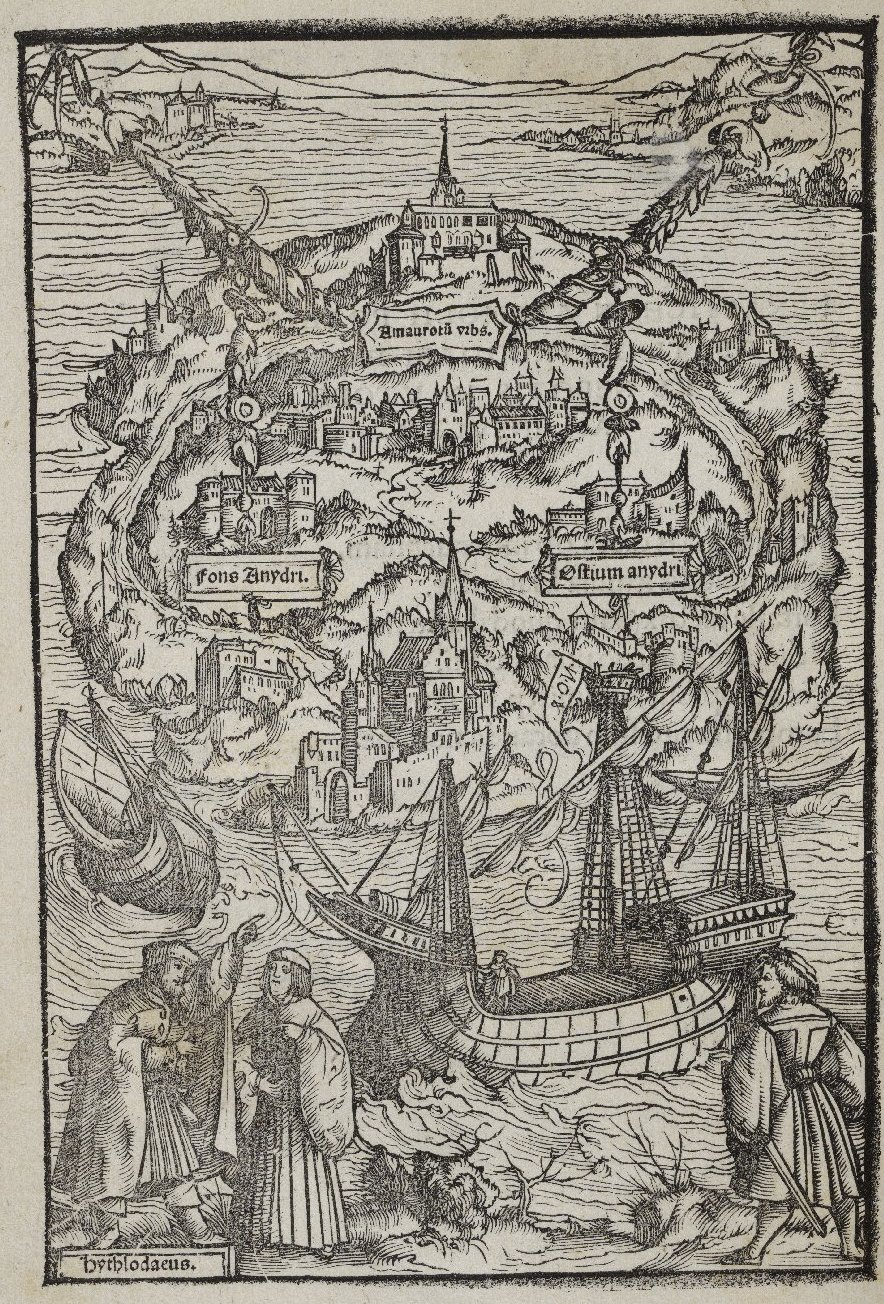
Titelseite des Romans Utopia

Eine Utopie (aus οὐ- ou- „nicht-“, und τόπος tópos „Ort“) ist eine Wunschvorstellung, die sich dadurch auszeichnet, dass sie zwar denkbar, jedoch in vielen Fällen nicht realisierbar ist.
Der Begriff entstammt dem Titel Utopia des 1516 erschienenen Romans des englischen Staatsmanns Thomas Morus, der darin eine ideale Gesellschaft beschreibt, mit deren Hilfe er seinen Zeitgenossen einen Spiegel vorhält.
Weitere ähnliche Wortbildungen sind:
- Dystopie (δυστοπία dystopia) ist eine negative Utopie wie in George Orwells Roman 1984 (δυσ- dys- „miss-, schlecht-“).
- Eutopie (εὐτοπία eutopia) – im Englischen homophon mit utopia – ist eine positive Utopie (εὐ- eu- „gut“).
- Heterotopie (ἑτεροτοπία heterotopia) ist eine mögliche Vorstellung oder in der Medizin die Verlagerung eines Organs (ἑτερο- „verschieden-“).
- Ektopie (ἐκτοπία ektopia, „Außerörtlichkeit“; ἐκ- ek- „außen-, außerhalb-“) bezeichnet in der Medizin verschiedene Zustände.
- Atopie (ἀτοπία atopia, „Ortlosigkeit“, „nicht zuzuordnen“; ἀ- a- „un-“) bezeichnet die „Unbeschreiblichkeit“ des überaus selten zu Erlebenden.

## ὀφθαλμὸν ἀντὶ ὀφθαλμοῦ
ὀφθαλμὸν ἀντὶ ὀφθαλμοῦ
ophthalmon anti ophthalmou
„Auge für Auge“
Auge für Auge (hebräisch עין תּחת עין ajin tachat ajin) ist Teil eines Rechtssatzes aus dem Bundesbuch in der Tora für das Volk Israel.
„… so sollst du geben Leben für Leben, Auge für Auge, Zahn für Zahn, Hand für Hand, Fuß für Fuß, Brandmal für Brandmal, Wunde für Wunde, Strieme für Strieme.“
Übersetzt als „Auge um Auge“, oft zusammen mit „Zahn um Zahn“, wird das Teilzitat meist als Anweisung an das Opfer oder seine Vertreter aufgefasst, dem Täter Gleiches mit Gleichem „heimzuzahlen“ bzw. sein Vergehen zu sühnen („wie du mir, so ich dir“).
Der indische Menschenrechtler Mohandas Karamchand Gandhi merkte dazu kritisch an:
„Auge um Auge lässt die Welt erblinden.“
Jedoch ist diese Auslegung im biblischen Kontext unbelegt:
„Die sprichwörtlich gewordene moderne Verwendung wird dem biblischen Befund in keinem Falle gerecht, sondern stellt eine Verzerrung, ja böswillige Verdrehung ihres wahren Sinnes dar.“

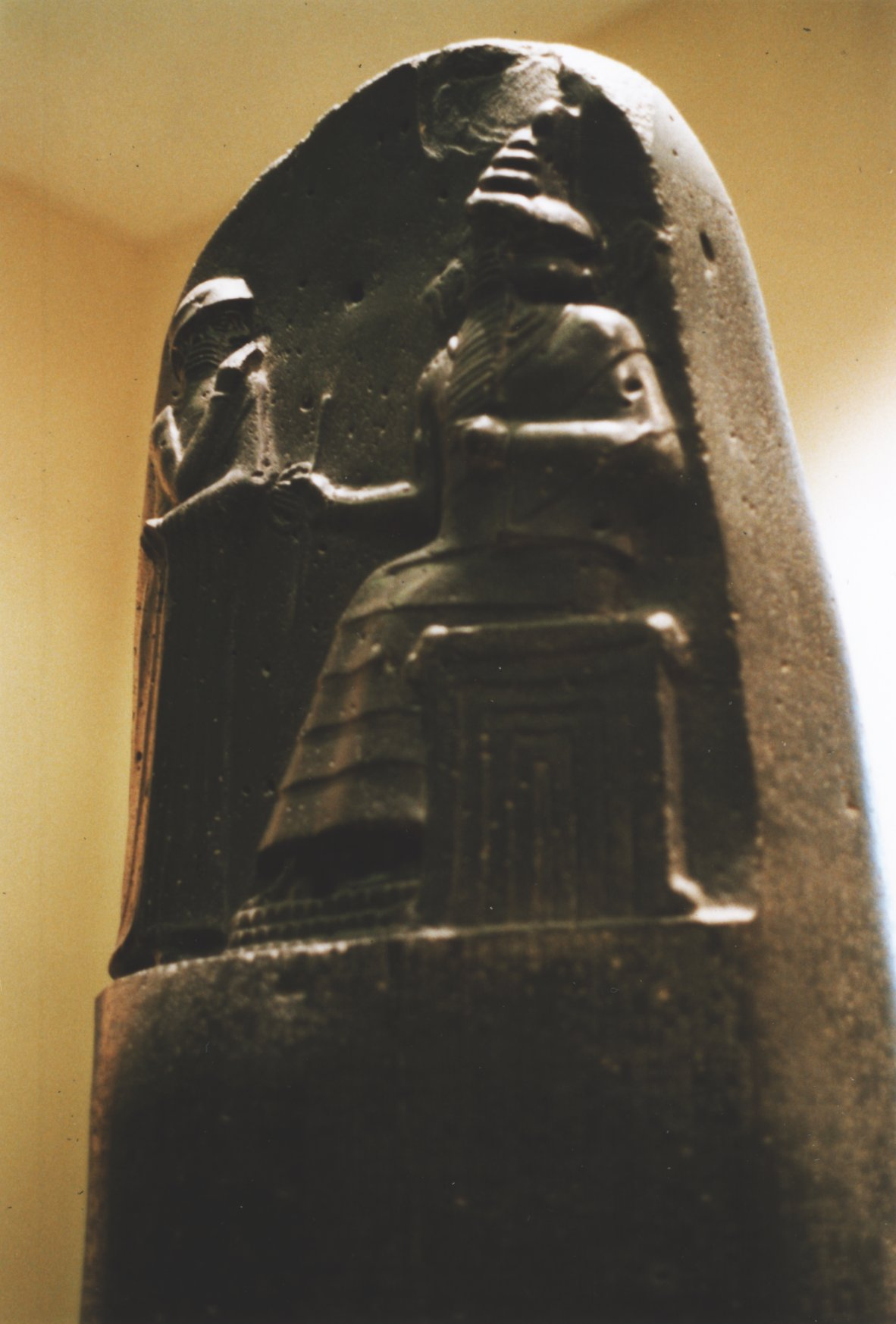
Codex Hammurapi

Im Jahr 1901 entdeckten französische Archäologen bei Susa den Codex Hammurapi, der bereits die Talionsformel enthält:
§ 196 „Wenn ein freier Mann das Auge eines freien Mannes zerstört, zerstört man sein Auge.“

§ 197 „Wenn er einen Knochen eines freien Mannes zerbricht, bricht man einen seiner Knochen.“

§ 198 „Wenn er ein Auge eines Hörigen zerstört oder den Knochen eines Hörigen bricht, zahlt er eine Mine Silber.“

§ 199 „Wenn er das Auge des Sklaven eines freien Mannes zerstört oder einen Knochen des Sklaven eines freien Mannes zerstört, zahlt er die Hälfte seines Kaufpreises.“
Die Talio gilt nur für den freien Mann. Wer Sklaven verletzt, kann sich mit Ersatzleistungen schadlos halten; wer aber einen freien Vollbürger verletzt, der wird mit der gleichen Verletzung bestraft.
Die Bergpredigt nimmt in den so genannten Antithesen Jesu von Nazaret – ursprünglich verstreuten, situationsbezogenen mündlichen Auslegungen der Zehn Gebote und anderer wichtiger Toragebote – auch auf die Talionsformel Bezug:
„Ihr habt gehört, dass gesagt worden ist: Auge für Auge und Zahn für Zahn. Ich aber sage euch: Leistet dem, der euch etwas Böses antut, keinen Widerstand, sondern wenn dich einer auf die rechte Wange schlägt, dann halt ihm auch die andere hin.“
Das hebräische tachat wird hier nach der Septuaginta mit dem griechischen anti übersetzt, das eine ähnliche Bedeutungsbreite besitzt. Jedoch spricht Jesus hier nicht den Täter auf seine Schadensersatzpflicht an, sondern die Gewaltopfer.

## Ὄψει δέ με περὶ Φιλίππους.

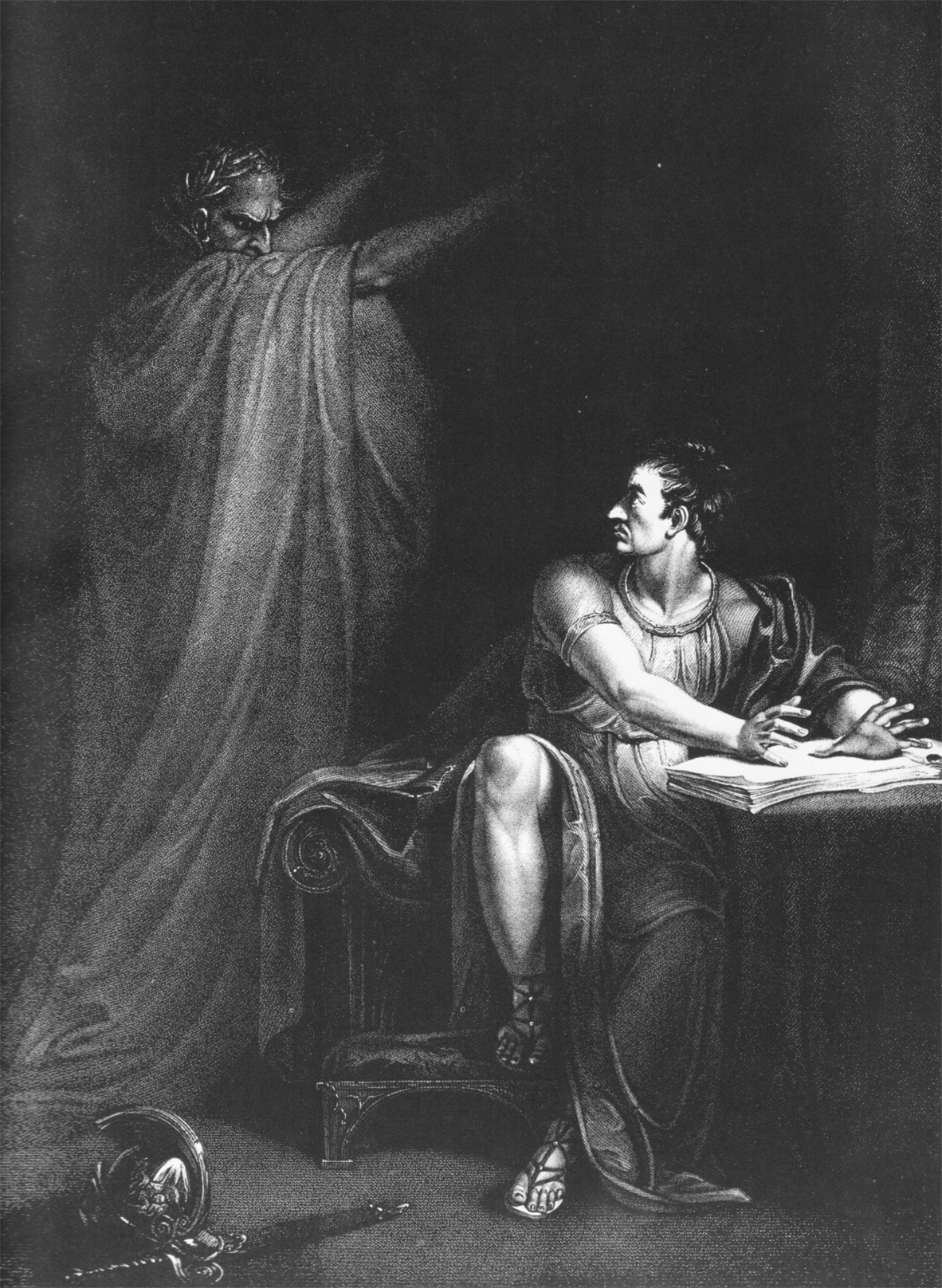
Brutus und Cäsars Geist

Ὁ σὸς ὦ Βροῦτε δαίμων κακός· ὄψει δέ με περὶ Φιλίππους.
Ho sos ō Broute daimōn kakos; opsei de me peri Philippous.
„Ich bin dein böser Geist, Brutus. Bei Philippi wirst du mich wiedersehen.“
Lateinisch: „Tuus sum, inquit, Brute, malus genius; in Philippis me videbis.“
Nach der Erzählung des griechischen Schriftstellers Plutarch (Leben des Caesar 69,11) erscheint Cäsar seinem Mörder Brutus als Geist und prophezeit ihm seine Niederlage bei Philippi.
Meist wird nur der zweite Teil wiedergegeben:

«Ὄψει δέ με περὶ Φιλίππους.»

„Opsei de me peri Philippous.“

„Bei Philippi wirst du mich (bald  wieder-)sehen.“

Lateinisch:

“(Cras) Philippis (iterum) me videbis.”

Die Wendung „Bei Philippi sehen wir uns wieder!“ wird in Shakespeares Drama „Julius Cäsar“ zitiert. Dort antwortet Cäsars Geist auf die Frage des Brutus, weshalb er gekommen sei:

“To tell thee thou shalt see me at Philippi.”

„Um dir zu sagen, dass du zu Philippi mich sehn sollst.“

Bei dem makedonischen Ort Philippi wird dann in der Schlacht bei Philippi die Ermordung Cäsars gerächt.